# Historia Francji

Ewolucja terytorialna Francji od 985 do 1947 roku

Historia Francji – dzieje państwa francuskiego do XXI wieku.
W starożytności zamieszkujące tereny obecnej Francji plemiona celtyckich Galów znalazły się pod panowaniem Rzymian. W V w. n.e. większość zromanizowanango obszaru Galii zajęły plemiona germańskie (Frankowie, Wizygoci, Burgundowie, Alamanowie). Pod koniec V i na początku VI w. tereny Galii zostały podbite przez króla Franków Chlodwiga z dynastii Merowingów, który w 496 r. przyjął chrzest w obrządku katolickim. Po śmierci Chlodwiga I (511) państwo Franków zostało podzielone między jego synów. Stopniowo następował upadek znaczenia dynastii Merowingów. Okres świetności państwa frankijskiego nastąpił pod rządami dynastii Karolingów, zwłaszcza pod panowaniem koronowanego w 800 r. w Rzymie na cesarza Karola Wielkiego.
W 843 r., na mocy traktatu w Verdun, państwo Karola Wielkiego zostało podzielone na trzy części. Zachodnia część imperium (Państwo zachodniofrankijskie) przypadło królowi Karolowi Łysemu. Głównym następstwem traktatu w Verdun było zapoczątkowanie procesu powstania państwa francuskiego i niemieckiego.
W 987 r. królem wybrano Hugona Kapeta, założyciela panującej we Francji do 1328 r. dynastii Kapetyngów. W 1328 r. królem Francji wybrano Filipa VI, pierwszego przedstawiciela panującej do 1589 r. dynastii Walezjuszów (boczna linia Kapetyngów). Rozpoczęta w 1337 r. i zakończona w 1453 r. wojna stuletnia z Anglią toczyła się z przerwami i ze zmiennym szczęściem głównie na terenie Francji, pustosząc jej obszary. Ostatecznie, w wyniku m.in. działalności Joanny d’Arc (1429), Francja wyszła zwycięsko ze zmagań, co przyśpieszyło proces kształtowania się scentralizowanej monarchii francuskiej. W drugiej połowie XV w., pod rządami Ludwika XI, nastąpiło pełne zjednoczenie ziem francuskich.
Na przełomie XV i XVI w. Francja rozpoczęła rywalizację z Habsburgami o dominację w Europie, włączając się w 1494 r. w serię konfliktów toczących się głównie na terenie Półwyspu Apenińskiego (wojny włoskie). Zmagania zakończył traktat w Cateau-Cambrésis (1559), który przypieczętował zwycięstwo Habsburgów i dominację hiszpańską w Europie. Do Francji przeniknęły także prądy reformacyjne i krajem wstrząsnęła seria wojen religijnych (1562–1589) między katolikami a francuskimi kalwinistami (hugenotami). W 1589 r. królem Francji został wybrany przywódca hugenotów, król Nawarry Henryk, który przeszedł na katolicyzm i był pierwszym przedstawicielem panującej we Francji do 1830 r. (z przerwą w okresie Rewolucji Francuskiej i I Cesarstwa, tj. 1792–1814 i 1815 r.) dynastii Burbonów. W 1598 r. Henryk IV wydał edykt nantejski, kończący na pewien okres wojny religijne i zapewniający hugenotom równouprawnienie.
Na wiek XVII i panowanie Ludwika XIV (1643–1715), twórcy francuskiej monarchii absolutnej, przypada szczyt hegemonii politycznej i militarnej Francji w Europie Zachodniej. Na Europę oddziaływała kultura francuska, a dwór królewski w Wersalu był wzorcem naśladowanym przez poszczególnych władców europejskich.
W XVIII w. we Francji nasiliły się konflikty wewnętrzne. Następował rozpad struktur feudalnych. Bogacące się i rosnące w siłę mieszczaństwo, tworzące wraz z chłopstwem tzw. stan trzeci (99% ogółu ludności), było pozbawione praw politycznych. Sytuację pogarszały jeszcze bardziej niepomyślne wojny i kryzys gospodarczy. W obliczu kryzysu państwa król Ludwik XVI (1774–1792) zwołał na maj 1789 r. Stany Generalne. 14 lipca 1789 r. atakiem paryżan na Bastylię rozpoczęła się rewolucja francuska (1789–1799).
We wrześniu 1792 r. zniesiono monarchię i proklamowano I Republikę (1792–1804). 21 stycznia 1793 r. został zgilotynowany król Ludwik XVI. Przewrót termidorian w lipcu 1794 r. zakończył okres terroru jakobinów. W latach 1795–1799 władzę sprawował pięcioosobowy Dyrektoriat. W listopadzie 1799 r. po przewrocie 18 brumaire’a władzę Pierwszego Konsula Republiki Francuskiej objął generał Napoleon Bonaparte, cesarz Francuzów w latach 1804–1814 i w okresie „stu dni” w 1815 r. (I Cesarstwo). Toczone w tym okresie wojny napoleońskie przyniosły Francji dominację w Europie. Klęska militarna Napoleona i traktaty z lat 1814–1815 (kongres wiedeński) przywróciły granice Francji z 1789 r.
Po upadku Napoleona I doszło we Francji do Restauracji Burbonów (1814 i 1815–1830). W wyniku rewolucji lipcowej w 1830 r. został obalony dążący do przywrócenia absolutyzmu Karol X (1824–1830). Na tronie został osadzony książę Orleanu, Ludwik Filip I (Monarchia lipcowa lub orleańska; 1830–1848). Jego rządy zakończył wybuch rewolucji lutowej w 1848 r., w wyniku której proklamowano II Republikę (1848–1852). Jej prezydentem wybrano Ludwika Napoleona Bonaparte, który w 1851 r. przeprowadził zamach stanu i w 1852 r. ogłosił się cesarzem Francuzów (II Cesarstwo 1852–1870).
Wybuch wojny francusko-pruskiej w 1870 r. i klęska militarna Francji pod Sedanem oraz wzięcie do niewoli pruskiej samego cesarza spowodowało upadek II Cesarstwa i ogłoszenie 4 września 1870 r. III Republiki, która przetrwała do 10 lipca 1940 r., kiedy po klęsce w wojnie z Niemcami władzę objął marszałek Philippe Pétain (Francja Vichy 1940–1944).
Po wyzwoleniu Francji przez aliantów (1944–1945) na czele tymczasowego rządu francuskiego stanął w lecie 1944 r. generał Charles de Gaulle, dotąd kierujący walczącym z Niemcami ruchem Wolnej Francji. W 1946 r. przyjęto konstytucję IV Republiki (1946–1958). W tym okresie w wyniku niepomyślnych wojen (wojna indochińska, wojna algierska) Francja utraciła większość swoich kolonii. W obliczu poważnego kryzysu algierskiego i realnej groźby wojny domowej we Francji, władzę ponownie objął generał Charles de Gaulle, który w 1958 r. doprowadził do ogłoszenia V Republiki, charakteryzującej się silną władzą prezydencką. 21 grudnia 1958 r. generał Charles de Gaulle został wybrany pierwszym prezydentem V Republiki. Urząd pełnił do ogłoszenia rezygnacji 28 kwietnia 1969 r.

## Starożytność

Wielki herb Królestwa Francji i Nawarry

Pierwszy uchwytny źródłowo ślad historii ziem dzisiejszej Francji datuje się na rok około 600 p.n.e., kiedy to południowe jej krańce znalazły się pod wpływem kolonistów greckich. Około roku 450 p.n.e., cały kraj padł ofiarą najazdu plemion celtyckich, później zwanych przez Rzymian Galami. Galowie, podzieleni na wiele rywalizujących ze sobą plemion nie stanowili zwartej siły, choć zdarzało im się także odnosić znaczące sukcesy militarne. W 387 p.n.e. udało im się najechać Rzym, który został zdobyty i splądrowany. Obroniło się jedynie wzgórze Kapitolu (jak podaje legenda, jego obrońcy zostali ostrzeżeni przez gęsi zamieszkujące świątynię Junony).
Z biegiem czasu szala rywalizacji galo-rzymskiej przechyliła się na stronę lepiej zorganizowanego południa. Rzymskie legiony przekroczyły Alpy i umocniły się po ich stronie w trakcie wojny w roku 125 p.n.e. Stworzona została nowa prowincja – Galia Narbońska. Historiografia tego okresu dzieliła obszar Francji na dwa obszary:
- Gallia Togata („ubrana w togę”, czyli będąca pod władztwem Rzymu)
- Gallia Comata („długowłosa”, czyli dzika, celtycka)

Następna część podboju dokonała się mniej więcej sto lat później pod wodzą Gajusza Juliusza Cezara. Zapis tych wydarzeń znany jest m.in. z relacji samego Cezara, który dokonał analizy prowadzonych przez siebie działań w dziele Komentarze do wojny galijskiej (Commentarii de Bello Gallico). Na przebieg kampanii decydujący wpływ miał zarówno zmysł wojskowy rzymskiego dowódcy, jak i umiejętne rozgrywanie waśni pomiędzy licznymi plemionami celtyckimi (zgodnie z zasadą „dziel i rządź”). Sytuacji Galów nie ułatwiało też północne zagrożenie ze strony plemion germańskich. W rezultacie wojny, utrwalił się geograficzny podział Galii na trzy obszary, zdefiniowany przez samego Cezara (opisuje to zdanie rozpoczynające Komentarze, które stało się następnie jednym z najbardziej rozpoznawanych cytatów łacińskich: „Gallia est omnis divisa in partes tres...”):
- Galia północno-wschodnia, zamieszkana przez Belgów
- Galia centralna
- Galia południowo-zachodnia, zamieszkana przez Akwitanów

Podział ten w pewnym sensie przetrwał do średniowiecza, gdyż zarówno Akwitania, jak i Flandria stanowiły specyficzne obszary, których historia stanowi osobny rozdział w historii Francji.
Podbój i okupacja Galii, choć długotrwałe, nie przebiegały jednak bezproblemowo. Plemiona celtyckie często wywoływały bunty i powstania. Najsławniejsze z nich (znane m.in. z bitwy pod Gergowią i oblężenia Alezji), przeprowadzone pod wodzą Wercyngetoryksa jeszcze za czasów Cezara skończyło się jednak druzgocącą klęską.
Za czasów rzymskich nastąpił szybki rozwój cywilizacyjny Galii i postępująca latynizacja jej mieszkańców. Historycy francuscy doceniają awans kulturowy i technologiczny, który dokonał się za sprawą Rzymian. Wpływy romańskie najsilniejsze były na południu i wschodzie, natomiast na północnym zachodzie utrzymywał się silny ośrodek kultury celtyckiej.
Dzięki cesarzom z rodu Flawiuszów powstała na wschód od Renu ufortyfikowana strefa, zapewniająca przez prawie dwa stulecia osłonę przed najazdami Germanów. Pax Romana pozwalał na niezmącony rozwój i bogacenie się wsi i miast.
Elita galijska dość szybko wykorzystała szansę na wejście w obręb kultury politycznej Rzymu. W II w. cesarzem został Antoninus Pius, legitymujący się galijskim pochodzeniem (miasto Nîmes w Galii Narbońskiej). W 212 roku edykt cesarza Karakalli otworzył przed Galami drogę do obywatelstwa rzymskiego. W III wieku n.e. można już mówić o ludności galo-rzymskiej, zwłaszcza w odniesieniu do elity społecznej.
Około IV wieku tereny północno-zachodniej Francji stały się miejscem zamieszkania dla germańskich plemion zgrupowanych pod nazwą Franków.

## Średniowiecze

### Merowingowie

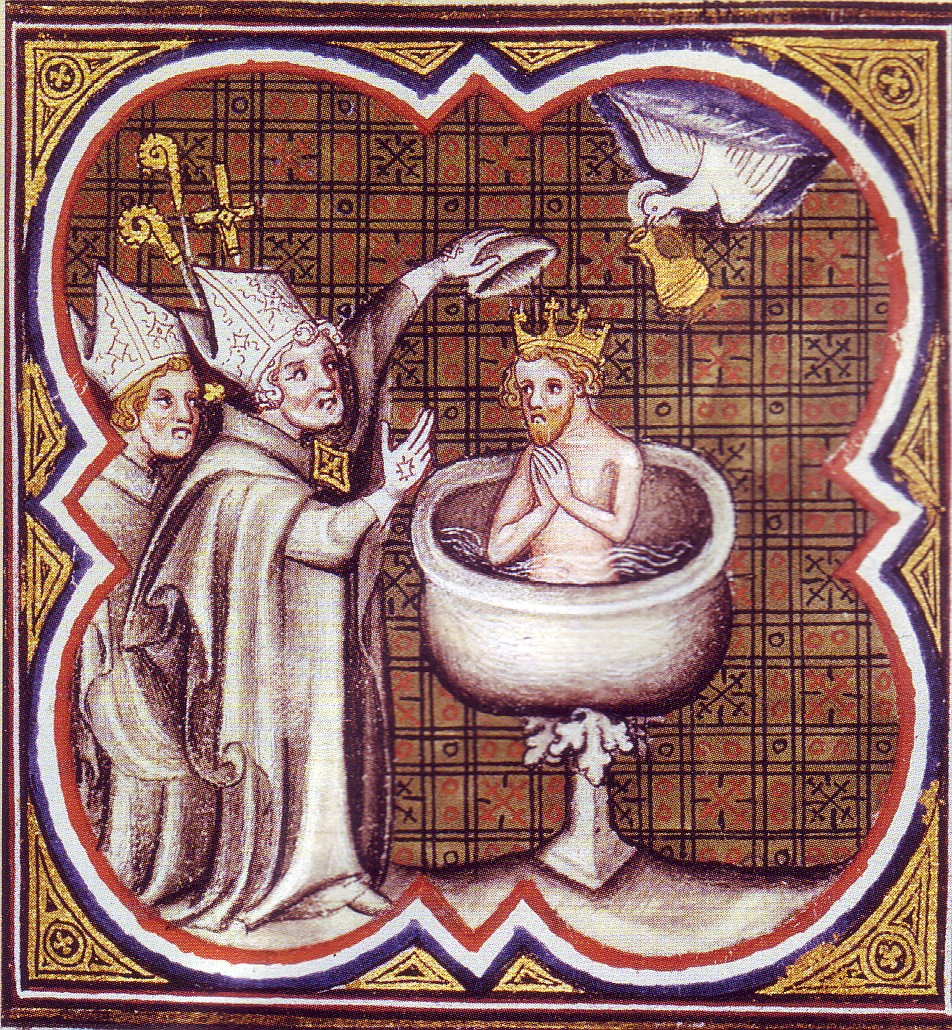
Chrzest Chlodwiga I

Pod koniec V w., plemiona germańskich Franków zjednoczył zdolny wódz i władca Chlodwig I, pochodzący z rodu Merowingów. Pod jego ręką Frankowie zajęli całą północną Galię. Pierwszą próbą sił było starcie z siłami rzymskiego namiestnika Syagriusza, który został pokonany pod Soissons w 486 r.
W 496 r. przyszła kolej na Alamanów pobitych pod Tolbiac, a w 507 r. na Wizygotów wyrugowanych z Akwitanii. W 534 r. Frankowie podbili państwo Burgundów nad Rodanem, a w dwa lata później zajęli Prowansję, skąd wyparli Ostrogotów.
Chlodwig przyjął chrzest z rąk biskupa Remigiusza (496) i założył stolicę w Paryżu (508). Słabością państwa był kilkakrotnie przeprowadzony, zgodnie zresztą ze zwyczajowym prawem frankońskim, podział na pomniejsze królestwa pomiędzy synów zmarłego monarchy. Po śmierci Chlodwiga państwo podzielono więc pomiędzy czterech jego synów. Zarysował się już wtedy podstawowy podział na dzielnice: Neustria (zachodnia część państwa), Austrazja (południowo-wschodnia), Burgundia (centrum) i Akwitania (południowo-zachodnia). Zjednoczenie nastąpiło dopiero w 558 r. pod rządami Chlotara I i ponownie na dłuższy czas w 634 r. za panowania Dagoberta I (629–639), który uważa się za złoty okres królestwa.
Kolejni monarchowie z dynastii Merowingów, panujący w państwie Franków po zmarłym w 639 r. Dagobercie I, nie przejawiali większej aktywności i historia zapisała ich jako królów gnuśnych. Gdy w 737 r. umarł Teuderyk IV, wtedy nie syn monarchy, Childeryk III, lecz majordom dworu królewskiego Karol Młot przejął pełnię władzy w państwie, które po jego śmierci przypadło jego synom Karlomanowi i Pepinowi. Przywrócili oni wprawdzie tron Childerykowi III, lecz po udaniu się Karlomana do klasztoru na Monte Casino, w 751 r. Pepin Krótki zdetronizował Childeryka. Nie został zabity – ogolono mu jedynie głowę (Merowingowie nosili długie włosy, w których według wierzeń frankijskich kryła się magiczna moc) i zesłano do klasztoru. Pepin sam, w porozumieniu i z błogosławieństwem papieża Stefana III, ogłosił się w 751 r. królem państwa frankońskiego. W ten sposób zapoczątkowana została dynastia królewska, zwana dynastią Karolingów. W 754 roku Pepin Krótki przyjął królewskie namaszczenie z rąk papieża Stefana II.

### Karolingowie

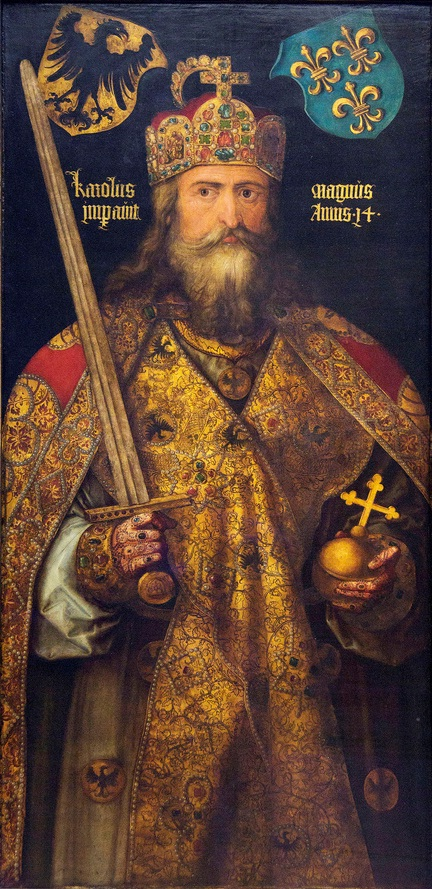
Karol Wielki

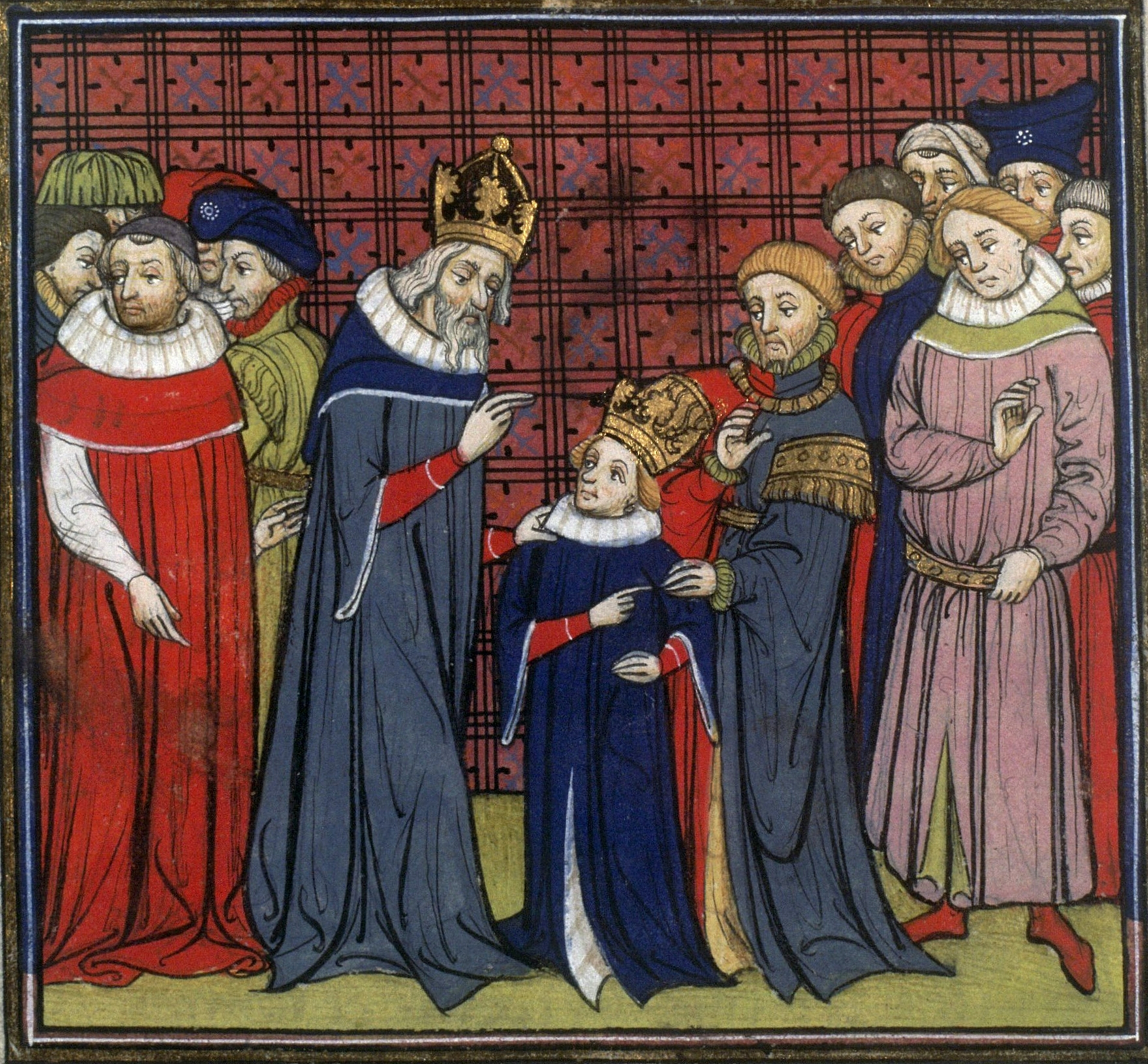
Karol Wielki i Ludwik Pobożny

Po śmierci Pepina Krótkiego w roku 768 władzą we frankijskim królestwie podzielili się – zgodnie z obowiązującym zwyczajem, według którego państwo było dziedziczną własnością rodu panującego (patrymonium) – dwaj synowie zmarłego władcy, Karloman i Karol Wielki. Karol został ogłoszony królem w Noyon 9 listopada 768 roku. W następnym roku poprowadził pierwszą wyprawę wojenną przeciwko zbuntowanym Akwitańczykom księcia Hunalda II. Po trzech latach panowania, 4 (lub 5) grudnia 771, zmarł Karloman i Karol objął samodzielne rządy, które miały trwać ponad czterdzieści lat.
Niemal cały okres panowania Karola wypełniony był wojnami toczonymi na rubieżach i poza granicami jego państwa. Podczas panowania przeprowadził 54 kampanie wojenne, a połowie z nich przewodził osobiście. W trakcie walk z zamieszkującymi Półwysep Iberyjski Arabami (w 778 i 795 roku) oraz Sasami (779–804) zdołał rozszerzyć swe panowanie na obszarze od rzeki Ebro w Hiszpanii aż za Ren. W granicach imperium znalazły się też samodzielna dotąd Bawaria oraz północna i środkowa Italia, dokąd wyruszył na wezwanie papieża. Po złamaniu potęgi Longobardów ogłosił się ich władcą. Zwierzchnictwo Karola uznać musiały również plemiona słowiańskie znad Łaby i Soławy w latach 782 i 789. W latach 791–796 wojska Karola rozbiły chanat awarski, który zagrażał zarówno Frankom, jak i Słowianom.
Pod koniec VIII wieku Karol Wielki był władcą wielu ziem. Przypieczętowaniem wszystkich osiągnięć była ceremonia z roku 800, kiedy to papież Leon III, przy aklamacji wielmożów, ogłosił go cesarzem. Decyzja papieska nie była Karolowi – jak pisze kronikarz Einhard – miła, ale jednak godność przyjął.
Nie chciał przy tym odnowienia uniwersalnego cesarstwa na wzór rzymski, ale raczej równouprawnienie z Cesarstwem Bizantyńskim.
Następcą Karola Wielkiego, który zmarł w roku 814, został – już wcześniej przez ojca wybrany – Ludwik I Pobożny. Cesarz ten, którego panowanie trwało do roku 840, przez cały okres swego panowania musiał borykać się z najazdami z zewnątrz i buntami możnych. Po jego śmierci na tronie cesarskim zasiadł Lotar I, który wkrótce stanął wobec buntu dwóch młodszych braci: Karola i Ludwika, którzy w lutym 842 roku spotkali się na czele swych armii w Strasburgu i zawarli przymierze przeciw Lotarowi. Spór trwał do sierpnia 843 roku, kiedy to zawarty został traktat w Verdun dzielący monarchię między braci: Lotar otrzymał dzielnicę centralną ciągnącą się pasem od Fryzji po Lacjum, Karol większość dzisiejszej Francji, a Ludwik kraje germańskie.
W państwie zachodniofrankijskim (łac. Francia occidentalis) Karola II Łysego brakowało wewnętrznej spójności. Poszczególne hrabstwa buntowały się, dążąc do niezależności od króla, zaś celtycka Bretania na północy i wizygocka Akwitania na południu stanowiły odrębne organizmy państwowe.
Karol Łysy, nazywany królem-filozofem, otaczał się pisarzami, poetami, filozofami. Na mocy traktatu w Meerssen część dziedzictwa Lotara I dostała się po jego śmierci Ludwikowi Niemieckiemu, zaś Karol przejął część Lotaryngii. Po śmierci Ludwika Niemieckiego w 875 roku Italia przypadła Karolowi, który – przy wsparciu papieża Jana VIII – został cesarzem rzymskim. Zarysowała się możliwość ponownego scalenia wszystkich ziem frankijskich w jedną całość. Nie byli tym jednak zainteresowani rządzący w poszczególnych hrabstwach możni. A przez ziemie Franków przetoczyły się wyniszczające najazdy Saracenów na Italię, Normanów na północne i zachodnie wybrzeża i Madziarów z obszarów Panonii nad Dunajem.
Gdy Karol Łysy organizował wojskową wyprawę do Italii przeciwko Saracenom, odmówiła mu wsparcia część baronów zachodniofrankijskich i Karolingowie niemieccy, którzy wtedy zajęli całą Lotaryngię. W trakcie ekspedycji w Italii w 877 r. Karol II Łysy zmarł. Cesarzem po nim został Karol Otyły (880), który przejął też całą Italię.
Królem zachodniofrankijskim został syn Karola Łysego, Ludwik II Jąkała.
W 888 roku możnowładcy zachodniofrankijscy obrali królem hrabiego Odona, z rodu Robertynów, w uznaniu zasług w walkach z Normanami. Sprzeciwiali się temu stronnicy Karolingów i w 892 r. drugim królem został Karol III Prostak, syn Ludwika II Jąkały. Przez 6 lat królestwem rządziło więc dwóch królów, potem na zmianę ich potomkowie. Rywalizacja obu rodów Karolingów i Robertynów trwała przez całe sto lat, przybierając czasami charakter wojny domowej.
Za panowania Karola Prostaka ustały wreszcie uciążliwe najazdy zbójców morskich. Król zawarł pokój z Normanami, którzy osiedlili się na półwyspie Contentin nad kanałem La Manche, tam utworzyli swe Księstwo Normandzkie, przyjęli język romański i wiarę chrześcijańską.
Po Karolu III tron objął w roku 922 Robert I z dynastii Robertynów.
Ostatnim królem z dynastii Karolingów był Ludwik V Gnuśny. Panował tylko przez rok i niewiele mógł w tym czasie zdziałać, z tego też powodu kronikarze nadali mu przydomek „qui nihil facit – który nic nie zrobił”. Po nim w roku 987 koronę otrzymał Hugo Kapet, wywodzący się z rodu Robertynów, który dał początek dynastii Kapetyngów.

### Kapetyngowie

Francja w 987 r.

Kapetyngowie to dynastia panująca we Francji w okresie 987–1328. W liniach bocznych Walezjuszów, Burbonów i Orleanów z przerwami do 1848 roku. Dziś jeszcze panująca w Hiszpanii i Luksemburgu.
Początkowo w jej posiadaniu było niewielkie terytorium wokół Paryża i Orleanu. Pierwsi królowie z tej dynastii byli słabymi władcami, którym nikłe podstawy terytorialne nie pozwalały narzucić swej władzy potężniejszym wasalom. Ciosem dla władzy królewskiej było opanowanie Anglii przez księcia Normandii Wilhelma Zdobywcę. Od tej pory oba kraje łączyła unia personalna, niemożliwe stało się jakiekolwiek narzucenie zwierzchnictwa książętom Normandii, którzy byli jednocześnie królami Anglii. Konflikt zaognił się, gdy posiadłości dynastii Normandzkiej odziedziczył Henryk II Plantagenet (1154), hrabia Andegawenii, a po małżeństwie z Eleonorą Akwitańską książę Akwitanii i Gaskonii. Czyniło to Plantagenetów panami całej zachodniej Francji.
Od czasów króla Filipa II Augusta państwo nazywane jest oficjalnie Francją (dotychczas znane jako Królestwo Franków).
W 1205 r. Filip II August odebrał Anglikom wszystkie ich francuskie ziemie, prócz Gaskonii. Pierwszy konflikt francusko-angielski, zwany czasem „pierwszą wojną stuletnią” (1154–1259), zakończył podpisany z inicjatywy Ludwika Świętego traktat paryski z 1259, oddający Anglikom w charakterze lenna jedynie Gaskonię i zobowiązujący obie strony do uznania stanu posiadania drugiej strony. W 1246 r. Andegawenię nadał król Ludwik IX Święty swemu najmłodszemu bratu Karolowi I Andegaweńskiemu, jako apanaż. W tym samym roku Karol przejął Prowansję jako mąż dziedziczki tej ziemie Beatrycze. Karol II oddał w 1290 r. Andegawenię królom Francji. Jego potomkowie podzieli się na gałęzie, panujące między innymi w Neapolu, na Węgrzech i w Polsce.
Za czasów panowania Kapetyngów postępował proces wzmacniania władzy królewskiej i scalania ziem francuskich, przeprowadzano także reformy administracyjne i ustrojowe (między innymi w roku 1302 utworzono Stany Generalne). Za sprawą Filipa IV Pięknego ostatnich z dynastii Kapetyngów określa się królami przeklętymi. Stało się tak, ponieważ Filip IV Piękny uwięził papieża Bonifacego VIII i rozkazał spalić na stosie wielkiego mistrza zakonu templariuszy – Jakuba de Molay, który rzucił na Filipa i jego potomstwo klątwę.
W 1328 roku zmarł ostatni z synów Filipa IV Pięknego, król Karol IV. Jego śmierć zakończyła ponad trzystuletnie rządy dynastii Kapetyngów.
Do tronu po zmarłym władcy zgłosiło roszczenia aż trzech pretendentów: dwaj bratankowie Filipa Pięknego i jego wnuk ze strony córki Izabeli, król Anglii Edward III, co stało się przyczyną najdłuższej w historii Europy wojny o sukcesję.

### Walezjusze

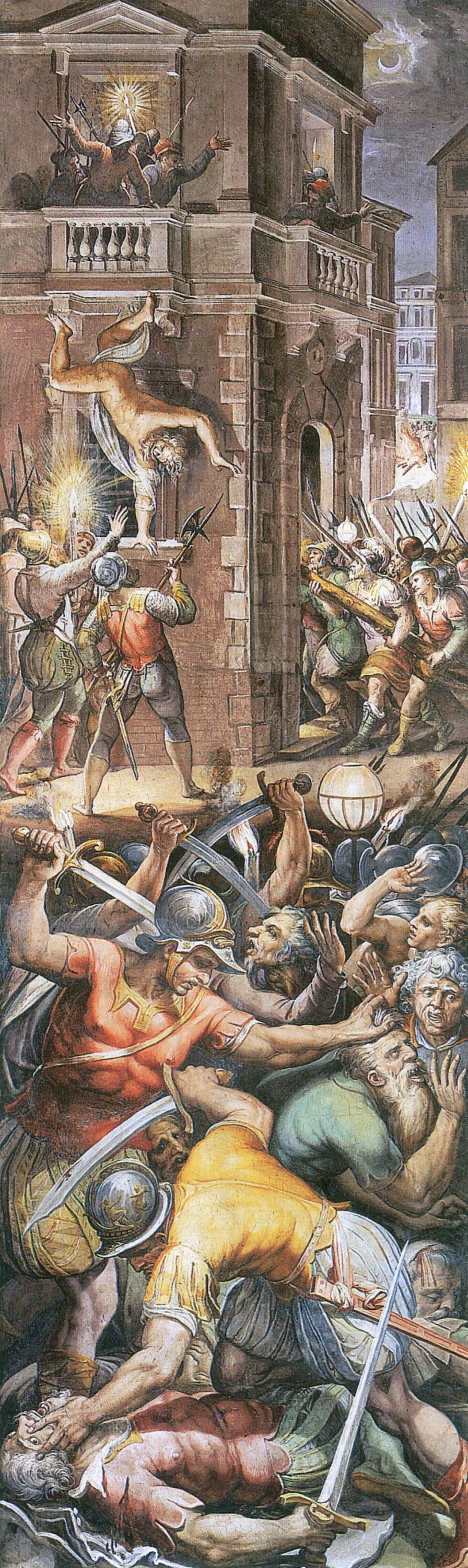
Noc św. Bartłomieja na obrazie Giorgio Vasariego, namalowanego na życzenie papieża Grzegorza XIII (Watykan)

Proces scalania ziem francuskich kontynuowali Walezjusze, którzy w 1328 r., po wygaśnięciu głównej linii Kapetyngów, zasiedli na tronie Francji. Spotkali się z oporem władających nowymi lennami Korony, powstałymi w wyniku podziału apanaży między młodszych członków dynastii. W drugiej połowie XIV w. rozkwit swej potęgi przeżywało księstwo Burgundii, formalnie lenno Korony francuskiej, w praktyce państwo półsuwerenne, prowadzące własną politykę i nawiązujące sojusze polityczne z Anglią przeciw Francji. Dążenie Walezjuszów do przejęcia francuskich posiadłości Plantagenetów doprowadziło w 1337 r. do wybuchu wojny stuletniej, której celem było odbicie ziem zjednoczonych przez Plantagenetów w XII w. oraz zdobycie francuskiego tronu. Wojna przebiegała ze zmiennym szczęściem. Broniącym kraju Walezjuszom obronę utrudniał konflikt wewnętrzny między armaniakami i burgundczykami oraz niepokoje społeczne. W 1358 r. doszło do buntu chłopskiego zwanego żakerią oraz powstań mieszczańskich kierowanych przez É. Marcela. Gdy na skutek traktatu w Troyes Henryk V Lancaster zyskał prawo do tronu francuskiego, lud Paryża pod przywództwem Joanny d’Arc pokonał Anglików i przyczynił się do ostatecznego zwycięstwa Francji w wojnie stuletniej w 1453 roku. Na przełomie XV i XVI w. w zjednoczonej i scentralizowanej Francji władza królewska zaczęła przybierać formę absolutyzmu. Główni konkurenci monarchii, wielcy feudałowie, utracili dotychczasowe znaczenie, ponieważ miasta, w których pojawiały się już formy produkcji wczesnokapitalistycznej, były sojusznikami monarchii. Pozycja społeczna chłopów, mimo zachowania przez panów feudalnych podstawowych przywilejów, takich jak prawo własności ziemi czy sądownictwo patrymonialne, nadawała im coraz bardziej status wolnych dzierżawców. W 1465 r. doszło do złamania feudalistycznej Ligi Dobra Publicznego. Pokonanie feudałów pozwoliło Ludwikowi XI i jego następcom sprawować władzę nieograniczoną.

## Nowożytność. Wiek XVI
W latach 1480–1536 przyłączono do Francji Prowansję, Burgundię, Bretanię i Sabaudię. W latach 1494–1559 Francja toczyła wojny włoskie. Jednym z ich skutków było zajęcie (1552) i przyłączenie do Francji biskupstw Toul, Metz i Verdun. Szczyt pierwszej fazy absolutyzmu przypadł na panowanie Franciszka I. Za jego rządów wprowadzono urzędowy język francuski oraz stałe podatki. W 1530 roku utworzył on Collège de France. Kolejny okres wojen wewnętrznych rozpoczął się w dobie reformacji, która popierana była w Niemczech przez Franciszka I przeciw Habsburgom. Początkowo zwyciężali zwolennicy luteranizmu. W 1550 r. zaczęli przeważać napływający ze Strasburga i Genewy kalwini. W 1562 r. uzyskali od regentki Katarzyny Medycejskiej częściową swobodę kultu. Wzajemna wrogość i rywalizacja o wpływy polityczne między obozem katolickich Gwizjuszów i Ligi Katolickiej oraz protestantów doprowadziła do krwawych wojen religijnych w latach 1562–1598. Kres wojnom położyła śmierć Henryka III i zakończenie panowania dynastii Walezjuszów.

## Wiek XVII

### Burbonowie

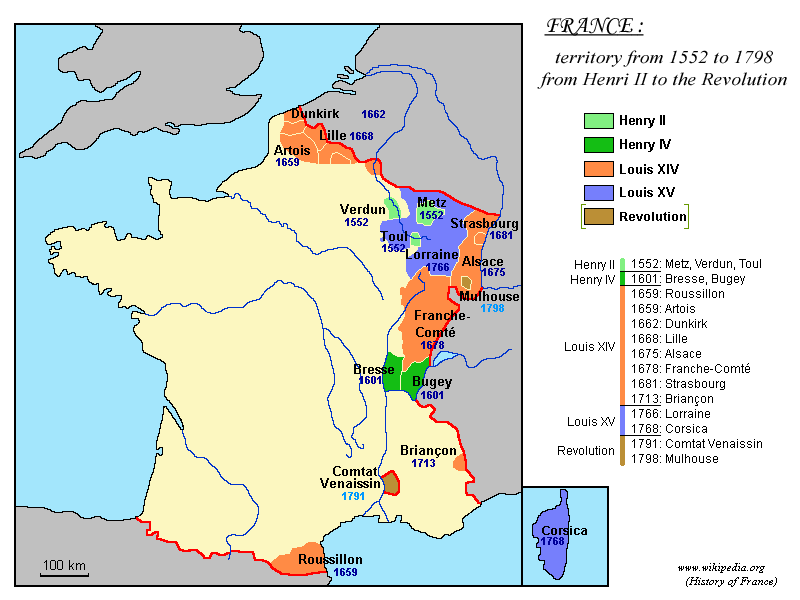
Francuska ekspansja terytorialna w latach 1552–1798

Dynastia Burbonów umocniła francuski absolutyzm. Henryk IV sam decydował o wszystkich sprawach państwa, łamał opór możnych i odbudował autorytet królewski. Jego polityka wewnętrzna doprowadziła do rozkwitu gospodarki, zrujnowanej wojną domową. Jako przeciwnik Habsburgów popierał niemieckich protestantów i udzielał pomocy Niderlandom. Za jego panowania powstały także pierwsze kolonie francuskie w Ameryce. Po jego śmierci, osłabioną przejściowo centralną władzę sprawował kardynał Richelieu, pełniący w latach 1624–1642 stanowisko pierwszego ministra. Zwalczał on bezlitośnie opozycję arystokratów i hugenotów. Po zdobyciu w 1628 r. twierdzy La Rochelle pozbawił ich przywilejów politycznych i wojskowych, rozbudował administrację królewską w miejsce dawnych intendentów królewskich powołał kontrolerów państwowych o szerokich pełnomocnictwach, działających na terenie całego kraju. Utworzył koalicję antyhabsburską i przystąpił do wojny trzydziestoletniej (1618–1648), która przyniosła Francji zdobycze terytorialne. Za rządów jego następcy, kardynała Jules’a Mazarina, doszło do buntu przeciw rządom absolutnym frondy parlamentów, arystokracji i szlachty oraz wystąpień ludowych w latach 1648–1653. Upadek frondy złamał opór szlachty i arystokracji, które, uzyskując od króla koncesje i korzyści, pogodziły się z absolutyzmem.
Długie panowanie Ludwika XIV (ur. 1638, zm. 1715) stało się szczytowym osiągnięciem francuskiej monarchii absolutnej, a jej symbolem było przypisywane królowi stwierdzenie: „państwo to ja”, uchylenie edyktu nantejskiego i wywołana tym emigracja hugenotów zlikwidowały ostatnie zorganizowane środowisko potencjalnej opozycji. Wolna od walk wewnętrznych Francja przeżywała okres prosperity. Polityka merkantylizmu (J.B. Colbert) przyczyniła się do wzrostu bogactwa i przewodniej roli w życiu gospodarczym mieszczaństwa, pozbawionego jednak wpływów politycznych, które były nadal zastrzeżone dla stanu szlacheckiego. Mimo zarysowującego się rozpadu struktur feudalnych, zróżnicowanie bogactw poszczególnych prowincji i warstw społecznych oraz przywileje stanowe pozwalały na zachowanie pewnej równowagi sił między szlachtą i mieszczaństwem umożliwiały monarchii wykorzystywanie ich wzajemnego antagonizmu, a zarazem powodowały narastanie głębokich konfliktów wewnętrznych. Na arenie międzynarodowej Francja Ludwika XIV odgrywała czołową rolę. Pod hasłem zapewnienia jej naturalnych granic dokonywano zaborów ziem sąsiednich, prowadzono zwycięskie wojny z Habsburgami i z Anglią. Nastąpił wzrost francuskiej potęgi morskiej i rozkwit handlu kolonialnego między innymi posiadłości w Kanadzie, Luizjanie, na Antylach, w Indiach i Afryce.
Dominująca pozycja polityczna Francji sprzyjała rozszerzaniu jej wpływów kulturowych, dwór królewski w Wersalu stanowił wzór dla innych monarchów europejskich. Język i obyczajowość francuska stawały się modne wśród arystokracji innych narodów. Przeżywająca swój rozkwit literatura francuska znajdowała czytelników i naśladowców daleko poza granicami. Wśród prądów umysłowych XVII w. na czoło wysunął się filozoficzno-religijny kierunek jansenizm.

## Wiek XVIII
Sukcesy Ludwika XIV, osiągnięte za cenę wielkiego wysiłku finansowego, doprowadziły Francję do kryzysu. Za panowania Ludwika XV rozrzutność dworu i niepomyślne wojny o sukcesję austriacką (1741–1748) oraz wojna siedmioletnia (1756–1763) z utratą części posiadłości zamorskich zrujnowały skarb. Rządy króla, ulegającego faworytom, wywoływały także ostrą krytykę myślicieli francuskiego oświecenia. Od połowy XVIII w. odsuwane od wpływowych stanowisk mieszczaństwo znalazło się w opozycji do monarchii, wyrastając na politycznego przywódcę całego stanu trzeciego. Po objęciu tronu przez Ludwika XVI deficyt państwa powiększał się, a próby reform skarbowych były zwalczane przez środowiska dworskie i nie wyszły poza stadium wstępne. Jednocześnie udzielenie przez Francję poparcia rewolucji amerykańskiej (1778–1783) wzmocniło w społeczeństwie francuskim nastroje wolnościowe.
Kryzys finansowy monarchii, pogłębiająca się niechęć do absolutyzmu i przywilejów stanowych, zdobywające coraz więcej zwolenników idee oświecenia i pojawienie się fenomenu opinii publicznej upowszechniły dążenia do reformowania państwa. Rewolta stanów, zwłaszcza wykształconej inteligencji, pozbawionej perspektyw awansu politycznego w państwie, chłopów żądających zniesienia ciężarów feudalnych oraz pozbawionego praw miejskiego plebsu rewolucjonizowała nastroje. Ludwik XVI został zmuszony do zwołania Stanów Generalnych 5 maja 1789, które 17 czerwca uznały się za Zgromadzenie Narodowe, a 9 lipca przekształciły się w Konstytuantę dając początek Rewolucji Francuskiej (1789–1799).

## Rewolucja i wiek XIX

### Rewolucja francuska

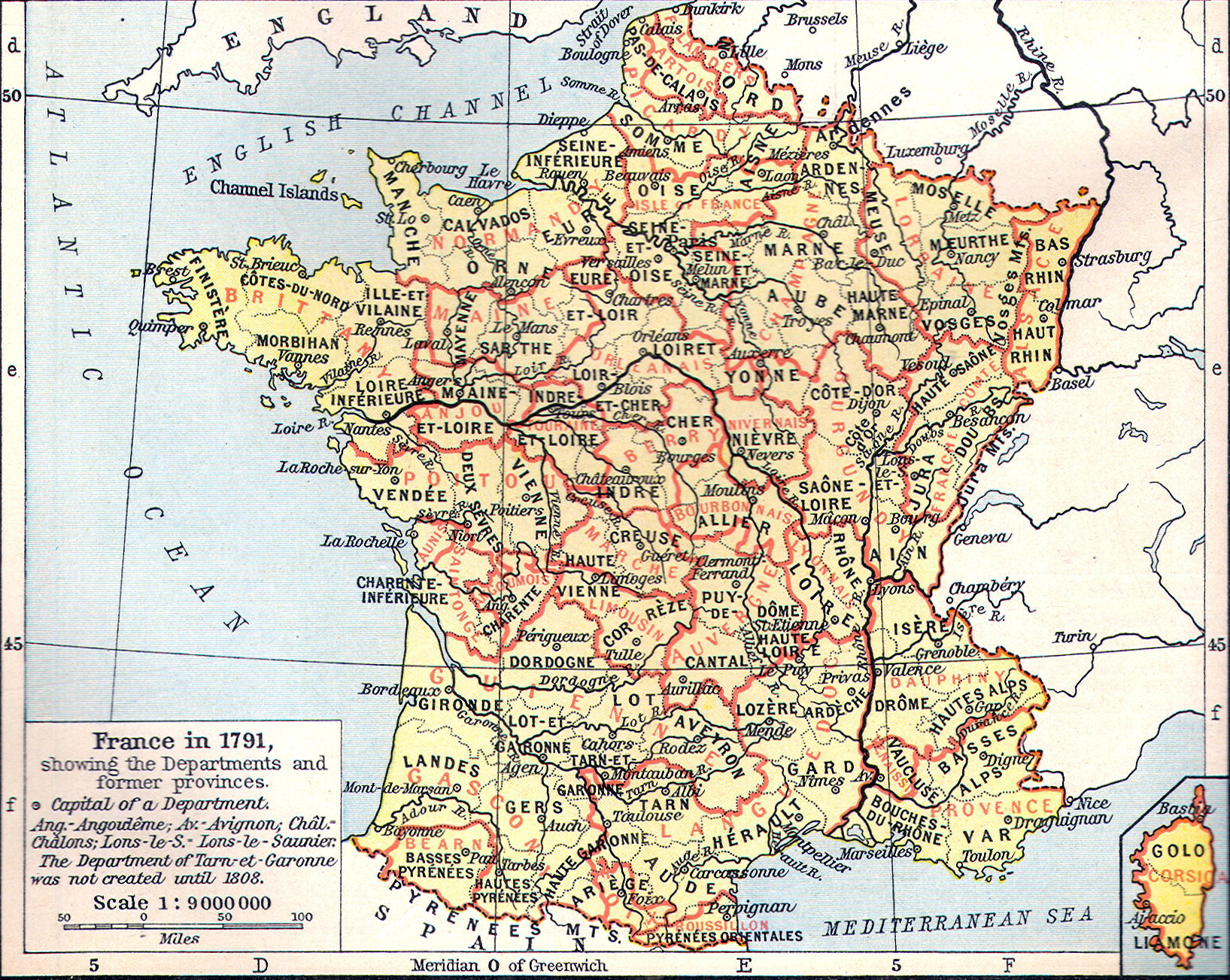
Mapa Francji w 1791 r.

14 lipca 1789 roku lud Paryża zdobył twierdzę Bastylię, symbol monarchii represyjnej.
Rozruchy chłopskie na przełomie lipca i sierpnia 1789 zwane Wielką Trwogą skłoniły Konstytuantę do zniesienia praw i przywilejów stanowych, w tym części świadczeń feudalnych. Przyjęta 26 sierpnia Deklaracja praw człowieka i obywatela potwierdziła m.in. zasadę równości wobec prawa, suwerenności narodu, wolności wyznania i słowa oraz nienaruszalności prawa własności.
W 1790 r. przeprowadzono reformę administracyjną i reformę Kościoła, podporządkowując duchowieństwo państwu. Uchwalona 3 września 1791 konstytucja przekształciła Francję w monarchię konstytucyjną.

### I Republika Francuska
Na przemiany polityczne lat 1789–1791 wielki wpływ wywarła działalność klubów, zwłaszcza takich jak jakobini, kordelierzy i żyrondyści oraz ich przywódcy (Maximilien de Robespierre, Georges Danton, Camille Desmoulins, Jean-Paul Marat, Jacques Brissot, Pierre Vergniaud, Jérôme Pétion de Villeneuve). W wybranej w październiku 1791 Legislatywie przewagę zdobyli żyrondyści. W kwietniu 1792 Francja wypowiedziała wojnę Austrii, następnie Prusom. Niepowodzenia wojsk francuskich, chaos gospodarczy, głód i nędza spowodowały wrzenie ludności Paryża. Po próbie ucieczki Ludwik XVI został 10 sierpnia 1792 uwięziony, a nowo wybrany Konwent Narodowy (1792–1795), z przewagą żyrondystów, 22 września proklamował powstanie Republiki Francuskiej. Królowi wytoczono proces o zdradę, w następstwie którego został skazany na śmierć i 21 stycznia 1793 stracony.
W następstwie tych wydarzeń powstała antyfrancuska koalicja państw europejskich. Wiosną 1793 r. władzę przejęli jakobini. W warunkach blokady i wojny niemal z całą Europą, konfliktów społecznych i powstań rojalistycznych (wojny wandejskie, powstanie w Lyonie w 1793) rozpoczął się okres rewolucyjnego terroru i dyktatury jakobińskiej. Przywódcami terroru byli Maximilien de Robespierre, Louis de Saint-Just i Georges Couthon, których głównymi instytucjami stały się Komitet Bezpieczeństwa Powszechnego i jego lokalne organy oraz Komitet Ocalenia Publicznego. W czerwcu 1793 aresztowano, skazano i stracono przywódców żyrondystów. Wprowadzono dekret o podejrzanych. Wobec trudnej sytuacji państwa jakobini wprowadzili środki nadzwyczajne: zawiesili uprawnienia konstytucyjne i ograniczyli swobody gospodarcze, wprowadzili maksymalne ceny żywności i artykułów pierwszej potrzeby; scentralizowali władzę i dokonali mobilizacji całego kraju; na potrzeby wojny rozwinęli przemysł zbrojeniowy i zreorganizowali armię; ich polityka uratowała rewolucję.
Zwycięstwa wojenne armii republikańskiej i osłabienie sił kontrrewolucyjnych ożywiły wiosną 1794 r. wystąpienia przeciwko dyktaturze. Jakobini złamali opozycję kordelierów i hebertystów oraz związanych z nimi paryskich sankiulotów i doprowadzili do wzmożonego terroru (tzw. prawo prairiala), na skutek którego stracono m.in. Dantona, Desmoulinsa i J.R. Heberta. Zmęczenie jakobińskim terrorem i obawy o własne bezpieczeństwo ze strony pozostałych członków Konwentu doprowadziły do zawiązania spisku. 27 lipca–28 lipca 1794 spiskowcy, nazwani termidorianami, obalili jakobinów i 28 lipca stracili ich przywódców (przewrót 9 thermidora). Uchwalona 23 września 1795 nowa konstytucja wprowadziła rządy dyrektoriatu (1795–1799).
Udział wojska w nadzorowaniu ładu społecznego oraz pomyślny przebieg wojen, zwłaszcza włoskiej kampanii 1796–1797 i 1797, zakończenie wojny z I koalicją antyfrancuską przyczyniły się do wzrostu politycznego znaczenia armii. Trudną sytuację wewnętrzną, chaos polityczno-gospodarczy i niepowodzenia dyrektoriatu wykorzystał generał Napoleon Bonaparte.

### Epoka Napoleona

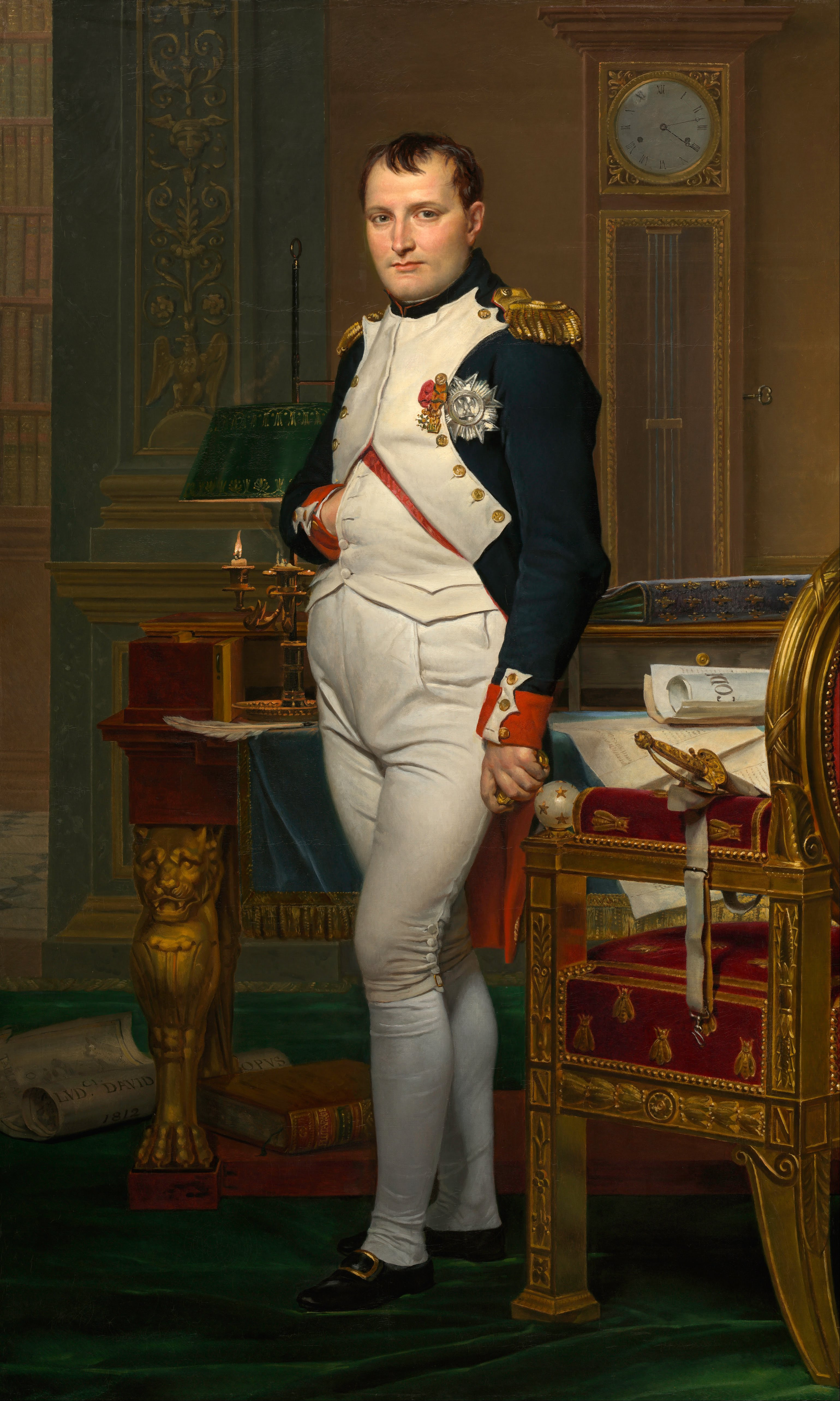
Napoleon Bonaparte

Od 1793 r. w armii rewolucyjnej Francji, uczestniczący w stłumieniu buntu Tulonu (1794) i rojalistycznych zamieszek w Paryżu (1795), wsławiony zwycięstwami we Włoszech i Egipcie; 9 listopada 1799 (18–19 brumaire’a) dokonał zamachu stanu i przejął władzę, początkowo jako pierwszy konsul konsulatu. W 1802 r. mianował się konsulem dożywotnim z prawem wyznaczenia następcy, a od 18 maja 1804 jako cesarz Napoleon I.
Już jako pierwszy konsul, i równocześnie naczelny wódz, Napoleon Bonaparte skupił w swych rękach całą władzę wykonawczą i inicjatywę prawodawczą; świetny wódz, twórca nowej strategii i taktyki wojennej, okazał się także znakomitym administratorem. Po objęciu rządów zreorganizował, rozbudował i ujednolicił aparat państwowy, wprowadzając scentralizowany system administracji, osobiście mianując prefektów (zarządzających departamentami) i sędziów, którzy z kolei powoływali urzędników niższych stopni. Zreformował urzędy skarbowe, które z czasem uporządkowały sytuację finansową państwa. By pozyskać sobie katolików, zawarł 1801 r. z papieżem Piusem VII konkordat, uznający swobodę praktyk religijnych, ale nie zwrócił Kościołowi majątków skonfiskowanych w okresie rewolucji oraz zastrzegł dla siebie decydujący wpływ na obsadę wyższych godności kościelnych. Przeprowadził także kodyfikację prawa cywilnego (zwanego Kodeksem Napoleona), dokonując całkowitej likwidacji feudalnego prawodawstwa. W pełni podporządkował państwu także zreorganizowane szkolnictwo średnie i wyższe. Ponadto popierał rozwój gospodarki i komunikacji. Wojnę z II koalicją zakończyły zwycięstwa Francuzów nad Austriakami pod Marengo w 1800 r., którzy w traktacie pokojowym z Lunéville w 1801 r. uznali podboje francuskie we Włoszech oraz granicę Francji na Renie. Pokój w Amiens z Napoleonem Bonapartem zawarła w 1802 r. również osłabiona Anglia, obawiająca się o swoje rynki europejskie.
Dyktatura Napoleona Bonapartego, utrwalająca zdobycze okresu rewolucji francuskiej, zabezpieczająca tak przed powrotem porządków feudalnych, jak i prądami radykalnymi, zyskała początkowo pełne poparcie burżuazji i większości chłopów, sukcesy wojenne i umiejętna propaganda, głosząca wielkość Francji, zjednały mu wielką popularność. Prasa, literatura i teatr, a także sztuka (empire) poddane surowej cenzurze prewencyjnej służyły propagandzie cesarstwa, jego potęgi, celów i zamierzeń. Dla pilnowania porządku wewnętrznego stworzono nowoczesny, rozbudowany system policyjny. Jakkolwiek występował jako szermierz haseł rewolucyjnych, co rozbudzało świadomość narodową w sojuszniczych i podbitych krajach, Napoleon był autokratą, a jego wojny wynikające z dążenia do zdobycia hegemonii w Europie, wyczerpały Francję pod względem gospodarczym i ludnościowym.
Okres cesarstwa rozpoczął się nową wojną (wojny napoleońskie). Z inicjatywy Wielkiej Brytanii, od 1803 r. ponownie w wojnie z Francją, powstała nowa III koalicja antyfrancuska, której trzon stanowiły Austria i Rosja. Brytyjskie zwycięstwo w bitwie morskiej pod Trafalgarem w 1805 r. zapobiegło przygotowanej już francuskiej inwazji na Wielką Brytanię. W kampanii 1805 r. Napoleon rozgromił wojska austriacko-rosyjskie pod Austerlitz, zmuszając Austrię do kapitulacji i podpisania pokoju w Preszburgu. Zawiązana wkrótce kolejna koalicja (Wlk. Brytania, Prusy, Rosja) została również pokonana. Armia francuska zwyciężyła Prusy w 1806 r. pod Jeną i Auerstedt, a wojska rosyjskie w 1807 r. pod Frydlandem. Na mocy pokoju zawartego w Tylży 7 lipca 1807 utworzono m.in. Księstwo Warszawskie oraz zobowiązano pokonanych przeciwników do przestrzegania zapoczątkowanej 1806 r. blokady kontynentalnej Wielkiej Brytanii. Pod wpływami Napoleona, w obrębie formowanego przez niego Wielkiego Cesarstwa, znalazła się niemal cała zachodnia i środkowa Europa. Dążąc do rozciągnięcia blokady kontynentalnej w 1808 r. Napoleon dokonał podboju Portugalii i interwencji w Hiszpanii po raz pierwszy napotykając opór, który przerodził się w długotrwałą wojnę ludową, wiążącą znaczną część sił francuskich. Na skutek niepowodzeń francuskich w Hiszpanii Austria wznowiła działania wojenne przeciwko Francji, lecz została pokonana w bitwie pod Wagram, a pokój przypieczętowało 1810 r. małżeństwo Napoleona z Marią Ludwiką z Habsburgów.
W 1806 r., na zlecenie Napoleona, rozpoczęto budowę Łuku Triumfalnego w Paryżu (budowa została ukończona w 1836 r., za panowania Ludwika Filipa I).
Podjęta w 1812 r. kampania rosyjska, w której Napoleon liczył na szybkie zwycięstwo, zniszczyła potęgę Francji. Armia francuska po bitwie pod Borodino i zajęciu Moskwy musiała się wycofać z Rosji, ponosząc przy tym całkowitą klęskę, co spowodowało odrodzenie się antyfrancuskiej koalicji (Rosja, Prusy, Wielka Brytania, Austria). Po przegranej przez Napoleona w bitwie pod Lipskiem (1813) armie koalicji wkroczyły do Francji i 30 marca 1814 zajęły Paryż. Cesarz został zmuszony do abdykacji w Fontainebleau (6 kwietnia 1814) i wyjazdu na wyspę Elbę.

### Restauracja Burbonów oraz panowanie gałęzi orleańskiej

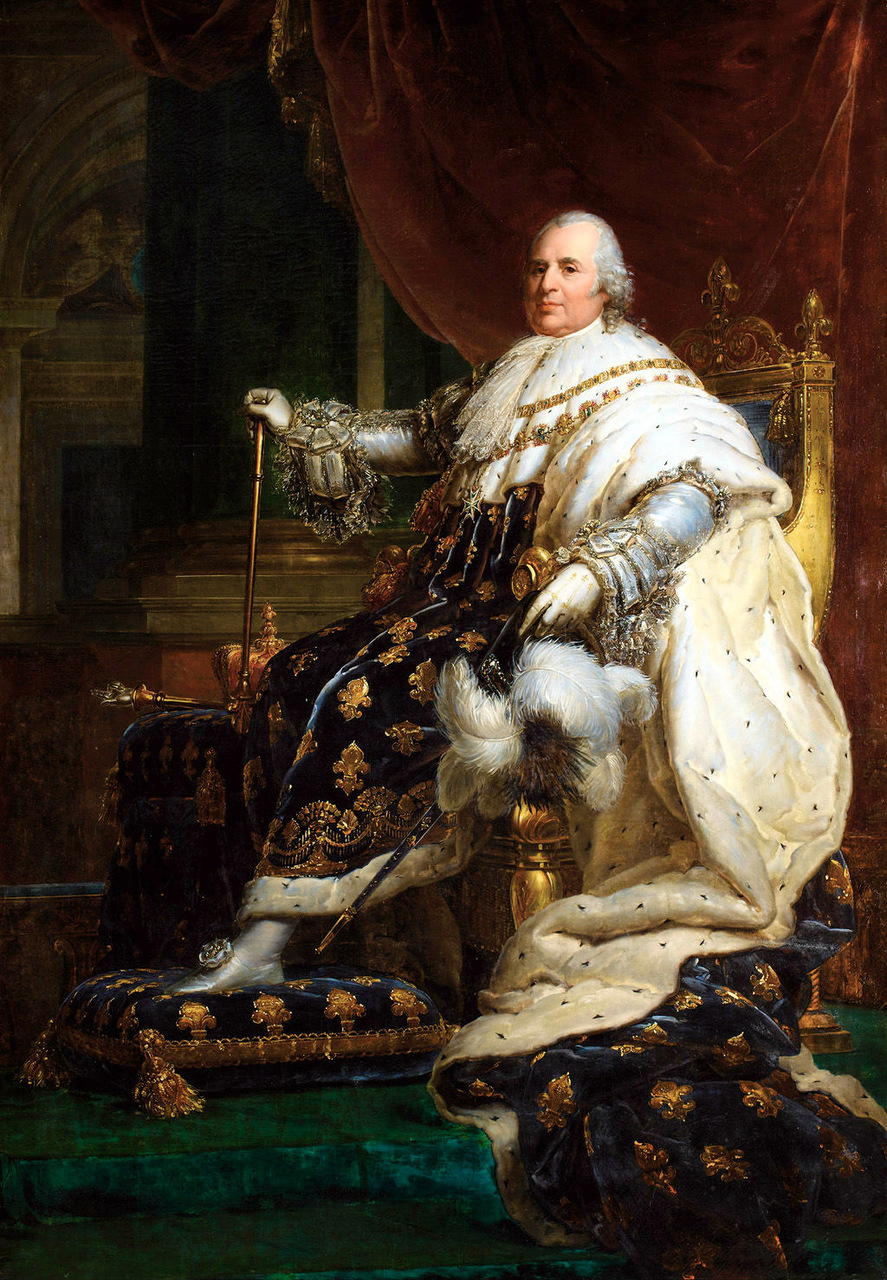
Ludwik XVIII Burbon

Do Paryża powrócił z emigracji Ludwik XVIII, przywracając rządy Burbonów, przerwane na krótko powrotem Napoleona z Elby znanym jako Sto dni Napoleona. Klęska pod Waterloo w 1815 r. przesądziła o losie cesarza, wywiezionego na Wyspę Świętej Heleny, gdzie był więziony do końca życia. Z epoki napoleońskiej Francja wyszła okrojona terytorialnie i niemal całkowicie pozbawiona kolonii, które zagarnęła Wielka Brytania. Traktaty paryskie 1814 i 1815 r. przewidywały ponadto odszkodowanie dla zwycięzców i pięcioletnią okupację kraju.
Francja pod panowaniem Ludwika XVIII pozostała monarchią konstytucyjną. Ogłoszona 4 czerwca 1814 przez króla Karta konstytucyjna ustanowiła Izbę Parów i Izbę Deputowanych pochodzących z cenzusowych wyborów, rząd zależny od króla oraz gwarantowała równość wobec prawa, wolność osobistą i nienaruszalność majątków nabytych w okresie rewolucji. Jednocześnie król zachował administrację, kodeks cywilny i in. instytucje napoleońskie. W polityce wewnętrznej Ludwik XVIII wahał się między ultrasami i liberałami. Wobec zagranicy prowadził politykę pokojową, ale związany ze Świętym Przymierzem. W 1823 r. interweniował podczas wydarzeń rewolucyjnych w Hiszpanii. Jego następca, Karol X, dążył do przywrócenia reakcyjnego despotyzmu. Popierał roszczenia finansowe dawnych emigrantów, związany z klerem, głównie jezuitami, umacniał wpływy Kościoła, a równocześnie starał się uniezależnić od parlamentu, co wzbudzało opór liberalnej burżuazji.

Wolność wiodąca lud na barykady, pędzla Eugène Delacroix

Realizacją ambitnych planów odbudowy francuskiej potęgi była podjęta 1830 r. wyprawa do Algieru. Była ona początkiem jego podboju. Po pokonaniu emira Abd al-Kadira kraj został spacyfikowany i skolonizowany. Francuska ekspansja kolonialna w Afryce Północnej, lipcowe ordonanse królewskie, dekrety z 25 lipca 1830, przywracające cenzurę, podwyższające cenzus wyborczy, obniżające liczbę posłów oraz rozwiązujące nowo wybraną izbę opozycja uznała za próbę przywrócenia tzw. starego porządku. Wywołały one gwałtowny protest społeczeństwa i sprowokowały wybuch rewolucji lipcowej 1830, która obaliła Karola X. Władzę przejęła liberalna burżuazja, która osadziła na tronie Ludwika Filipa, księcia Orleanu.
Okres rządów Ludwika Filipa I (1830–1848) jest zwany monarchią lipcową lub monarchią orleańską. Znowelizowana w 1830 r. Karta konstytucyjna uczyniła go „królem Francuzów” oraz rozszerzyła prawa parlamentu i zapewniła wolność prasy. Oparcie dla władzy stanowili bogaci właściciele ziemscy, burżuazja finansowa i przemysłowcy, a przesłaniem ideowo-politycznym państwa stało się hasło „bogaćcie się”, z którym wiązał się przyspieszony rozwój gospodarczy, dający początek francuskiej rewolucji przemysłowej. Równocześnie przybierała na sile opozycja antyrządowa. Rząd borykał się ze spiskami, opozycją i niezadowoleniem społecznym. Był atakowany przez legitymistów, bonapartystów Ludwika Napoleona oraz republikanów. Wyraz swemu niezadowoleniu dawali także robotnicy urządzając powstania w Lyonie w 1831 i 1834 r. Zachowawcze rządy François Guizota (1840–1848), zablokowanie wszelkich reform i ostrożna polityka zagraniczna, a jednocześnie dążenie do uniezależnienia się od parlamentu i ograniczenia wolności prasy (jej rozwój przyczynił się do ożywienia politycznego i pobudzał opozycję) wywoływały sprzeciw średniej i drobnej burżuazji. Kryzys gospodarczy lat 1846–1847 doprowadził do wrzenia wśród robotników i drobnomieszczaństwa, wreszcie do wybuchu rewolucji lutowej w 1848 r. Zamieszki w Paryżu 22–23 lutego obaliły rząd Guizota i spowodowały abdykację Ludwika Filipa I na rzecz wnuka, Filipa, hrabiego Paryża. Powołany 24 II Rząd Tymczasowy proklamował II Republikę Francuską.

### Okres II Republiki
Bilans czasów restauracji i monarchii orleańskiej, pomimo krytyki ze strony opozycji, okazał się dla Francji korzystny; okres pokoju przyspieszył rozwój kraju; ludność wzrosła z 28,2 mln (1800) do 36,5 mln (1850), a sam Paryż w połowie XIX w. liczył ok. 1,3 mln mieszkańców. W latach 1827–1843 produkcja przemysłowa Francji wzrosła trzykrotnie. Rozwinęło się również włókiennictwo (1830–1850 zużycie bawełny wzrosło z 30 do 70 tys. t), przemysł galanteryjny, a także górnictwo i hutnictwo; łączna długość linii kolejowych, wynosiła w 1835 148 km. W ciągu 10 lat wzrosła do ok. 2 tys. km. Wśród burżuazji nadal grupa bankierska i kupiecka dominowała nad grupą przemysłową; obok prężnego drobnomieszczaństwa znacznie zwiększyła się liczebność klasy robotniczej, choć większość robotników nadal pracowała w małych zakładach, po części manufakturach. Był to także okres rozkwitu kultury, zwłaszcza literatury, w której przeważał romantyzm (A. Lamartine, V. Hugo) i nauki (historia, filozofia, biologia, fizyka); rozwinęła się także myśl społeczna, w tym koncepcje socjalizmu i komunizmu utopijnego (C.H. Saint-Simon, Ch. Fourier, P. Proudhon, J.J.L. Blanc, L.A. Blanqui).
II Republika Francuska nawiązywała do tradycji i sentymentów I Republiki Francuskiej. Rząd Tymczasowy z przewagą umiarkowanych republikanów był zbyt słaby, a rezultaty jego reform zbyt nikłe, by sprostać sytuacji, zdominowanej przez kryzys ekonomicznej i radykalizm mas. Nowo wybrane Zgromadzenie Narodowe (w większości umiarkowane, z silnym ugrupowaniem monarchistycznym i garstką radykalnych neojakobinów) powołało rząd: pięcioosobową Komisję Wykonawczą, która okazała się niesprawna; w całym kraju dochodziło do zamieszek ludu, brutalnie tłumionych (największe to 23–26 czerwca paryskie powstanie robotnicze, tzw. dni czerwcowe). Uchwalona 4 listopada konstytucja utrzymała zasadę suwerenności społeczeństwa i wyborów powszechnych, z których miała pochodzić władza ustawodawcza 1-izbowe Zgromadzenie Prawodawcze i wykonawcza (prezydent łączący funkcje szefa państwa i rządu, z zakazem reelekcji). W wyborach prezydenckich 10 grudnia 1848 zwyciężył Karol Ludwik Napoleon Bonaparte, bratanek Napoleona I; popierany przez bogatą burżuazję zjednał sobie także chłopów, wśród których była silna tradycja bonapartyzmu (poparcia społecznego dla ludności wiejskiej i utrwalenia ich własności, a także robotników i drobnomieszczaństwa); widziano w nim autorytet zdolny do zabezpieczenia porządku społecznego. Zręcznie lawirując, Ludwik Napoleon umocnił swoją pozycję i 2 grudnia 1851 dokonał zamachu stanu. 14 stycznia 1852 ogłosił nową konstytucję, przedłużającą o 10 lat jego kadencję, a 2 grudnia 1852 ogłosił się cesarzem Francuzów jako Napoleon III; oba te akty zostały zatwierdzone przez plebiscyty. Usunięto symbole republiki, ograniczono prawa parlamentu, wolność prasy i swobody obywatelskie (przy okazji Paryż i Lyon zostały pozbawione samorządu), stłumiono opozycję.
Rządy Napoleona III początkowo były w pełni dyktatorskie, choć pozostawiono np. powszechne prawo wyborcze i wprowadzono instytucję plebiscytów; jego polityka ekonomiczna stymulowała postęp technologii industrializacja i modernizacja przemysłu, inicjatywę i ekspansję gospodarczą. Napoleon popierał również rozwój handlu i bankowości; organizowano roboty publiczne, rozbudowywano koleje, przebudowywano wielkie miasta: Paryż, Lyon, Marsylię. Tą polityką cesarz zjednywał sobie społeczeństwo, a propaganda kształtowała obraz paternalistycznego, demokratycznego cesarstwa, otaczającego opieką warstwy uboższe (akcja likwidacji pauperyzmu). Po kryzysie 1845–1850, w korzystnej koniunkturze, nastąpił szybki rozwój gosp., z podwojoną produkcją przemysłu i znacznie zwiększoną produkcją rolną; zorganizowane po raz pierwszy 1855 i 1867 wystawy powszechne upowszechniały sukcesy francuskiej gospodarki. Traktat handlowy z Wielką Brytanią z 1860 r. sprzyjał przejściu od protekcjonizmu do liberalizmu gospodarczego.
W polityce zagranicznej Napoleon III dążył do obalenia traktatów z 1815 r., odzyskania przez Francję przewagi w Europie i jej powrotu do tzw. granic naturalnych, to jest przynajmniej z 1792 r. Poza granicami Francji cesarz starał się zyskać popularność jako rzecznik dążeń narodowościowo-wyzwoleńczych ludów Europy. Wbrew hasłu „cesarstwo to pokój”, Francja weszła wkrótce w okres wojen: 1854–1856 brała udział w wojnie krymskiej (od kongresu paryskiego 1856 ponownie zaczęła się liczyć w polityce europejskiej); 1859 w sojuszu z Sardynią walczyła przeciw Austrii (za pomoc w zjednoczeniu Włoch otrzymała w 1860 Sabaudię i Niceę; 1860 rozpoczęła interwencję w Syrii i ekspansję kolonialną na Dalekim Wschodzie (m.in. uzyskanie koncesji w Chinach, 1862 podbicie Kochinchiny, 1863 protektorat nad Kambodżą).
Pogorszenie się koniunktury gospodarczej, wzrost napięć wewnętrznych i spadek poparcia dla cesarstwa. Traktatem wolnocłowym z Wielką Brytanią Napoleon III naraził się przemysłowcom, poparciem zjednoczenia Włoch kosztem papiestwa, sfer katolickich i kleru oraz niepowodzenia w polityce zagranicznej (fiasko interwencji zbrojnej w Meksyku 1862–1867, nieudana akcja dyplomatyczna na rzecz powstania styczniowego 1863–1864 w Królestwie Polskim, która zarazem przekreśliła szanse na sojusz z Rosją) zmusiły cesarza do ustępstw liberalno-parlamentarnych; czynił je chwiejnie i wolno, co podważało autorytet cesarstwa. Koncesje polityczne (1859 amnestia dla skazanych za przestępstwa polityczne, od 1860 rozszerzanie uprawnień parlamentu, społeczne upowszechnienie bezpłatnego nauczania podstawowego, liberalizacja prawa cywilnego i karnego ożywiły życie polityczne. Umocniła się opozycja republikańska, która po wyborach 1863 uzyskała reprezentację w parlamencie, powstały pierwsze organizacje robotnicze (1864 sekcja I Międzynarodówki). Strajki i masowe akcje polityczne zmuszały rząd do dalszych ustępstw: 1864 zniesiono zakaz strajków, 1868 zakaz zgromadzeń, 1869 oddanie parlamentowi inicjatywy prawodawczej i 1870 wprowadzenie odpowiedzialności rządu (choć ministrowie nadal byli mianowani przez cesarza).
W plebiscycie 8 maja 1870, dzięki masowemu poparciu reform liberalnych 1860–1870, Napoleon III zdawał się umocnić swoją pozycję. Ale sprzeciwiając się kandydaturze kuzyna króla Prus, Wilhelma I, do tronu Hiszpanii, dał się sprowokować emską depeszą i 19 lipca wypowiedział wojnę Prusom, do której Francja nie była przygotowana.

### Wojna francusko-pruska i proklamowanie III Republiki

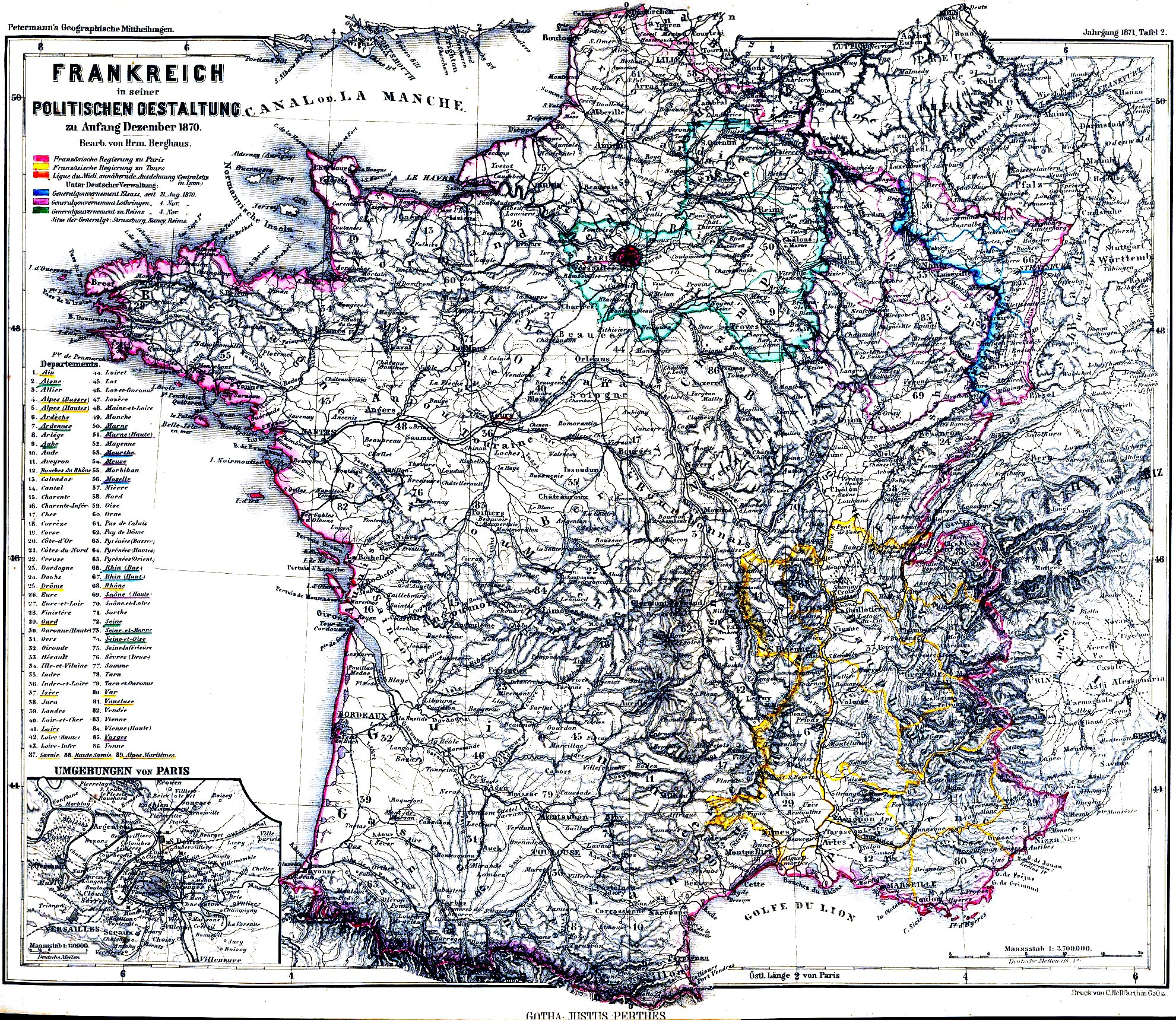
Front wojny francusko-pruskiej w grudniu 1870

Po pierwszych klęskach w Alzacji i Lotaryngii w dniach 8 sierpnia – 14 sierpnia trzon armii francuskiej z marszałkiem A. Bazainem znalazł się w oblężonym Metzu. Napoleon III, idący mu na odsiecz z armią marszałka E. Mac-Mahona, został odepchnięty i zamknął się w Sedanie; po krótkiej walce 2 września twierdza skapitulowała i cesarz dostał się do niewoli. Niepowodzenia wojenne wywołały zamieszki w miastach, m.in. Lyon, Marsylia, Bordeaux, w wyniku rewolucji 4 listopada w Paryżu (rewolucja wrześniowa 1870) Napoleon III został pozbawiony tronu, proklamowano III Republikę Francuską, a powołany rząd obrony narodowej zapowiedział kontynuowanie walki. W obawie przed rewolucją ograniczały jednak francuskie działanie zbrojne, a tymczasem wojska pruskie dotarły do Paryża i od 19 września 1870 oblegały miasto. Zawieszenie broni 28 stycznia 1871 umożliwiło przeprowadzenie wyborów do Zgromadzenia Narodowego, które powierzyło władzę wykonawczą A. Thiersowi i 1 III zaakceptowało postanowienia pokojowe podyktowane Francji przez Ottona von Bismarcka, m.in. utratę Alzacji i Lotaryngii oraz odszkodowanie wojenne w wysokości 5 miliardów franków (pokój frankfurcki, zawarty 10 maja 1871). Odpowiedzią na warunki kapitulacji była rewolta Paryża, zwana komuną paryską 1871 w przededniu jej wybuchu rząd opuścił stolicę, przenosząc się do Wersalu, gdzie znalazło się również Zgromadzenie Narodowe. Komuna została krwawo stłumiona 28 maja 1871, jej uczestnicy represjonowani straceni lub deportowani, a sam Paryż czasowo przestał pełnić funkcję stolicy.

### Okres III Republiki
Spory monarchistów i republikanów o ustrój państwa rozstrzygnęła konstytucja 1875. Zgromadzenie Narodowe usankcjonowało republikę z dwuizbowym parlamentem (Senat i Izba Deputowanych), który wybierał prezydenta (7-letnia kadencja z możliwością reelekcji) powołującego rząd i mającego prawo do rozwiązania niższej izby parlamentu; dominującym organem władzy III Republiki Francuskiej stał się parlament. Wraz z umocnieniem się republiki traciły wpływy tradycyjne orientacje monarchistyczne mimo posiadania do 1905 swej reprezentacji w parlamencie, na prawicy zaś pojawiały się nowe tendencje polityczne nurty szowinistycznego nacjonalizmu i ich struktury organizacyjne, ligi.
Republikanie nie stanowili jednolitej formacji politycznej. Rządzący od 1879 r. umiarkowani republikanie, z powodu ostrożnej polityki nazywani także oportunistami, zachowali dominującą pozycję do końca lat 90. XIX w. Przeprowadzili w 1880 ustawy antyklerykalne (m.in. restrykcje wobec zakonów), 1881–1882 reformę szkolną powszechne, bezpłatne i laickie nauczanie elementarne, liberalizację systemu prasowego, reżimu zgromadzeń i stowarzyszeń, poszerzenie samorządu lokalnego. Rozpoczęto także intensywną ekspansję kolonialną, uzasadniając ją racjami prestiżowymi, względami ekonomicznymi i strategicznymi. U schyłku XIX w. franc. imperium kolonialne powiększyło swój obszar niemal 5-krotnie. Francja podporządkowała sobie znaczne obszary w Afryce (Maghreb, Francuska Afryka Równikowa, Francuska Afryka Zachodnia, Madagaskar), Azji (Indochiny) oraz wyspy na oceanach: Atlantyckim, Indyjskim i Spokojnym. Francja stała się drugim, po Wielkiej Brytanii, światowym mocarstwem kolonialnym.
Do końca XIX w. w opozycji do rządów umiarkowanych republikanów pozostawali republikanie radykalni, zw. także radykałami-socjalistami, podzieleni na dwie frakcje. pierwszą pod wodzą Georges’a Clemenceau z gazetą „La Justice” i powołaniem na tradycje jakobinizmu i A.-A. Ledru-Rollina odwołującego się do tradycji republiki demokratycznej, laicka i patriotyczna). Radykałowie krytykowali politykę wewnętrzną rządu żądanie dalszych, radykalnych reform, oraz laicyzację państwa) francuską ekspansję kolonialną.
W latach 80. XIX w. ożywił się ruch robotniczy. Aktywność polityczna francuskiej klasy robotniczej odrodziła się wraz z amnestią dla komunardów (1880) i zalegalizowaniem działalności związkowych syndykatów (1884); wcześniej, bo w 1879 r. powstała Francuska Partia Robotnicza Jules’a Guesde’a, propagatora idei marksistowskich we Francji, a w 1882 r. Federacja Robotników Socjalistycznej P.L. Brousse’a i jego zwolenników (tzw. posybiliści); w środowiskach robotniczych działało także wiele innych ugrupowań politycznych o orientacji socjalistycznej, anarchiści oraz katolicy społeczni. W 1887 r. pojawiły się Giełdy Pracy lokalne zjednoczenia syndykatów, a w 1895 powstała pierwsza centrala związkowa Powszechna Konfederacja Pracy (CGT). W 1905 r. doszło do zjednoczenia francuskiego ruchu socjalistycznego – powstała Francuska Sekcja Międzynarodówki Robotniczej (SFIO), z organem prasowym „L’Humanité”.
Środowiska nacjonalistycznej prawicy po raz pierwszy ujawniły swą siłę, udzielając 1888–1889 poparcia generałowi Georges’owi Boulangerowi, którego stanowczość i wojowniczość wobec Niemiec na stanowisku min. wojny (1886–1887) zyskały mu przydomek „generał rewanż”; wspomagany przez swych zwolenników (bulanżyści) i ich organizację (Liga Patriotów), występując pod hasłami rozwiązania parlamentu i rewizji konstytucji, Boulanger zdobył wielkie poparcie w wyborach uzupełniających 1888–1889, ale nie zdecydował się na zamach stanu.
Zaufanie do rządu i jego pozycję podważały liczne skandale polityczne i finansowe, ale o utracie władzy przez oportunistów przesądziło fałszywe oskarżenie Alfreda Dreyfusa o szpiegostwo na rzecz Niemiec. Sprawa Dreyfusa znacznie wykroczyła poza spór o jednostkowy wyrok sądowy; stała się wielkim starciem militarystów, klerykałów i antysemitów z opinią publiczną republikańską, laicką, broniącą praworządności i wartości humanistycznych doprowadziła do ukształtowania się nowych orientacji, w tym umocnienia skrajnej, szowinistycznej prawicy i jej lig, przyczyniła się także do umocnienia orientacji laickiej i zerwanie stosunków z Kościołem rzymskokatolickim i spowodowała wzrost tendencji antymilitarystycznych we Francji; stanowiła także ważny moment kształtowania się nowoczesnego antysemityzmu, a także i syjonizmu. Na fali sprawy Alfreda Dreyfusa 1899 do władzy doszedł Blok Lewicy, skupiający różne ugrupowania, od republikańskich radykałów po socjalistów; po jego zwycięstwie wyborczym 1902 radykałowie (Republikańska Partia Radykalna i Partia Republikańsko-Socjalistyczna) do 1914 zdominowali rządy i życie polityczne kraju. Prowadzili politykę antyklerykalną (likwidacja zakonów i szkół zakonnych, 1904 laicyzacja szkół i zerwanie stosunków z Watykanem, 1905 rozdział Kościoła od państwa). W okresach napięć nie wahali się przed lokautami i użyciem wojska do tłumienia wystąpień robotniczych (1908), wobec robotników stosowali prowokacje policyjne, prześladowali działaczy związkowych.

### Po wojnie francusko-pruskiej
Gospodarka Francji, po załamaniu w wyniku klęski 1870–1871, pod rządami republikanów rozwijała się szybko, ale nierównomiernie. W latach 1878–1881 był rozwój koniunktury spowodowany m.in. wielkimi inwestycjami państwowymi w postaci budowy kolei, kanałów i wielkich robót portowych. Następowały kryzysy – czteroletni (1873–1877) i pięcioletni (1882–1887), w których dochodziło do licznych i bankructw, wywołujące zaburzenia społeczne i polityczne, nasilające napięcia wewnętrzne. W latach 80. XIX w., wraz z rozwojem i modernizacją przemysłu, następowała jego koncentracja i powstawanie monopoli; decydującą rolę zaczął odgrywać kapitał finansowy, przejmujący kontrolę nad większością produkcji przemysłowej. W 1891 r. rozpoczął się odwrót od gospodarczego liberalizmu, a ustawa celna, wprowadzona 1892 r. w związku z kryzysem rolnym, przywróciła politykę protekcjonistyczną państwa. Od 1896 r. odnotowywano stały wzrost gospodarczy; jego tempo było nieco niższe niż w innych krajach, niemniej w latach 1880–1914 Francja niemal podwoiła swą produkcję przemysłową, zajmując czwarte miejsce w produkcji światowej. Postępującej koncentracji kapitału towarzyszył jego eksport; na początku XX w. około 45% inwestycji ulokowano poza Francją, głównie w Rosji, ale także w Hiszpanii, Portugalii, Turcji, na Bałkanach i w Ameryce Łacińskiej.
Aby spopularyzować i nagłośnić osiągnięcia Francji, zaczęto ponownie urządzać wystawy powszechne: otwarta w 1878 r. wystawa dowodziła podźwignięcia się Francji z klęski lat 1870–1871. Wystawie jubileuszowej z 1889 r. Paryż zawdzięcza wieżę Eiffla, która przez wiele lat była najwyższą konstrukcją na świecie. W 1900 r. wystawę zwiedziło około 5 milionów osób. Sam Paryż stał się olbrzymią metropolią licząca w 1911 r. wraz z miejscowościami podmiejskimi około 2,9 mln mieszkańców.
We francuskiej polityce zagranicznej istotną rolę odgrywała pamięć klęski 1870–1871 oraz obawa przed Niemcami i możliwością wojny prewencyjnej. Budując swą potęgę gospodarczą i tworząc imperium kolonialne, Francja dążyła do pozyskania sojuszników, by uniknąć powtórzenia się politycznej izolacji, w jakiej znalazło się II Cesarstwo w momencie wybuchu wojny francusko-pruskiej Zbliżenie z Rosją i przymierze francusko-rosyjskie w 1893 r. doprowadziły do ugruntowania się sojuszu francusko-rosyjskiego. W 1904 r. podpisano porozumienie brytyjsko-francuskie entente cordiale, a 1907 r. brytyjsko-rosyjskie. Tak zawiązany system sojuszów (Ententa) umożliwił wspólne działanie ich sygnatariuszy przeciwko Niemcom.
Napięcia międzynarodowe i nastroje militarystyczne w obliczu zbliżającej się wojny sprzyjały hasłom rewanżu, choć równocześnie dochodziły do głosu tendencje pacyfistyczne. Różnice stanowisk wywoływały napięcia i ostre spory polityczne.

## Wiek XX

### I wojna światowa

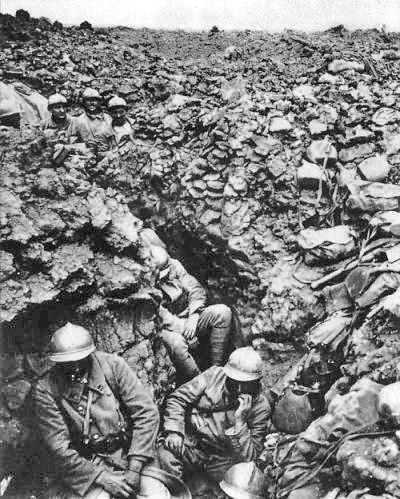
Francuzi w okopach pod Verdun

1 sierpnia 1914 Niemcy wypowiedziały wojnę Rosji, a 3 sierpnia Francji. Obawa przed powtórzeniem klęski z lat 1870–1871 zjednoczyła francuskie społeczeństwo; proklamowano unię różnych, uprzednio zwalczających się orientacji politycznych; unia powołała wspólny rząd obrony narodowej, mobilizując siły francuskie do obrony. Rozpoczęte 5 września przeciwnatarcie francuskie nad Marną, którym dowodził gen. J. Joffre, zmusiło armię niemiecką do cofnięcia się i ocaliło Francję. Po powstrzymaniu przez generała Ferdinanda Focha niemieckiej ofensywy we Flandrii (tzw. wyścig do morza) front zachodni ustabilizował się. W listopadzie 1914 rozpoczęła się 4-letnia, wyczerpująca wojna pozycyjna, z niewielkimi wahaniami, której główny ciężar spoczywał na Francji. W trudnej sytuacji, wywołanej powszechnym niezadowoleniem i sprzeciwem przeciwko wyniszczającej, przeciągającej się wojnie (robotnicze strajki, manifestacje i odmowy wykonywania rozkazów przez żołnierzy, żądania kompromisowego pokoju). W listopadzie 1917 stanowisko premiera i ministra wojny objął Georges Clemenceau, opowiadający się za prowadzeniem wojny do zwycięstwa; wprowadzając rządy silnej ręki i występując bezwzględnie przeciwko objawom defetyzmu, przyczynił się on do zwycięstwa ententy; aliancka kontrofensywa w lecie i jesienią 1918 r., dowodzona przez marszałka Ferdinanda Focha, doprowadziła do pokonania Niemców. 11 listopada 1918 podpisano w Compiegne zawieszenie broni. Zwycięski udział w I wojnie światowej i czołowa rola w czasie paryskiej konferencji pokojowej 1919–1920, której przewodniczył Clemenceau, zapewniły Francji, na mocy wersalskiego traktatu pokojowego 1919, zwrot Alzacji i Lotaryngii oraz znaczne niemieckie odszkodowania wojenne, które okazały się jednak trudne do wyegzekwowania.

### Dwudziestolecie międzywojenne

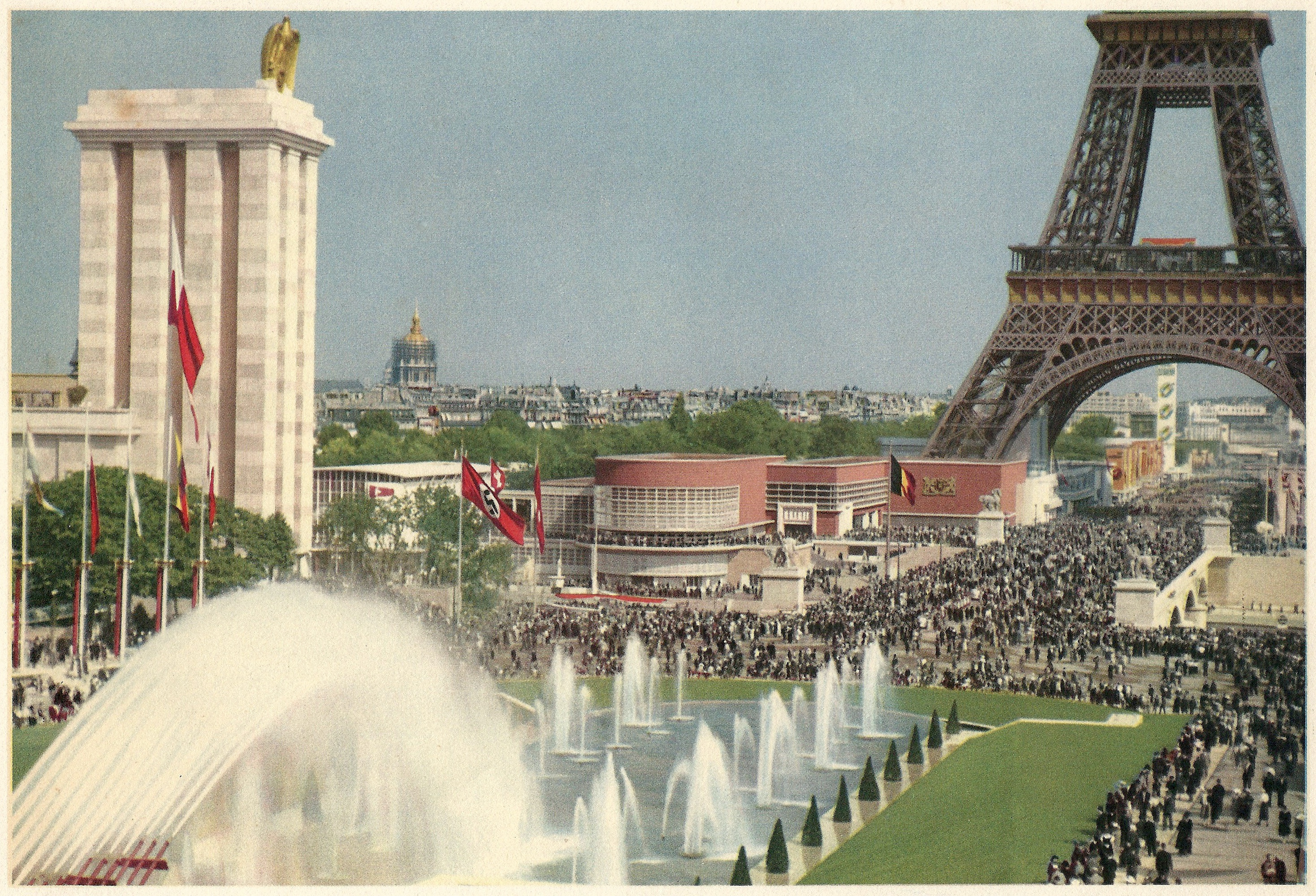
Wystawa Światowa na Place de Varsovie w Paryżu w 1937 r.

Zwycięstwo w I wojnie światowej zaktywizowało w społeczeństwie francuskim nastroje nacjonalistyczne; powojenne trudności finansowe państwa, dodatkowo obciążonego świadczeniami na rzecz ofiar wojny i odbudową kraju, pobudzały niezadowolenie i rewolucyjne wrzenie wśród robotników; w 1920 r. powstała Francuska Partia Komunistyczna. W wyborach parlamentarnych w 1919 r. zwyciężył Blok Narodowy pod hasłami nacjonalizmu, pełnego wykorzystania zwycięstwa oraz antykomunizmu powołując rząd zmuszony w trudnej sytuacji wewnętrznej do lawirowania między radykałami i skrajną prawicą. W polityce zagranicznej rząd wykazywał zdecydowanie w umacnianiu międzynarodowej pozycji Francji przez układy tworzące m.in. Małą ententę w 1919–1920 Francja uczestniczyła w interwencji zbrojnej przeciwko sowieckiej Rosji oraz udzieliła Polsce pomocy w wojnie polsko-bolszewickiej 1919–1921. Dekretem 11 marca 1922 papież Pius XI ustanowił patronki Francji: Najświętszą Marię Pannę Wniebowziętą jako pierwszorzędną, a św. Joannę d’Arc jako drugorzędną. Starając się wymusić spłaty reparacji wojennych przez Niemcy w postaci dostaw niemieckich surowców i węgla, torpedowane przez niemieckich przemysłowców, Francja rozpoczęła w 1923 r. okupację Zagłębia Ruhry. Akcja francuska, mało skuteczna i kosztowna, wywołała sprzeciw Wielkiej Brytanii i Stanów Zjednoczonych. Także w samej Francji niektórzy politycy opowiadali się za ustępstwami wobec Niemiec i redukcją odszkodowań. W 1924 r. przyjęto kompromisowe rozwiązanie, tzw. plan Dawesa, pozwalający Niemcom na spłaty reparacji w rocznych ratach. Po zwycięstwie wyborczym tzw. kartelu lewicy w majowych wyborach parlamentarnych w 1924 roku, powstał rząd radykałów, popierany przez socjalistów, który napotkał zdecydowany opór ze strony kół finansowych i prawicy (tzw. mur pieniądza). Lewicowy rząd nie zdołał ustabilizować sytuacji wewnętrznej Francji, natomiast wycofał wojska francuskie z Zagłębia Ruhry, sfinalizował porozumienie w sprawie reparacji wojennych oraz wykazał zdecydowanie w tłumieniu niepokojów w latach 1924–1925 we francuskich koloniach. Od 1926 r. rządów powróciła prawica. Korzystna koniunktura sprzyjała poprawie sytuacji gospodarczej. W 1928 r. nastąpiła stabilizacja franka, modernizacja przemysłu i rolnictwa oraz mechanizacja i elektryfikacja wsi. System wielkich robót publicznych, m.in. budowa linii Maginota doprowadził do likwidacji bezrobocia oraz częściowego zaspokojenia roszczeń społecznych. Wraz z postępującym procesem koncentracji kapitału umacniały się wielkie korporacje, kartele i porozumienia wielkokapitalistyczne. W porównaniu z 1924 r. produkcja przemysłowa 1927–1930 wzrosła o 40% (w niektórych działach produkcji 30–40% wyrobów eksportowano).
Światowy kryzys gospodarczy w latach 1929–1935 zdestabilizował Francję. Bankructwa wielu przedsiębiorstw i wzrost bezrobocia oraz kryzys na wsi, przy równoczesnych niepowodzeniach prób pobudzenia koniunktury, doprowadziły do załamania gospodarczego. Towarzyszące temu częste zmiany rządów wywoływały krytykę francuskiego ustroju politycznego, systemu dominacji parlamentu i pojawianie się opinii o potrzebie rządów silnej ręki. Popularność zyskiwały orientacje skrajne: z jednej strony FPK, z drugiej faszyzujące ligi i ugrupowania paramilitarne. Komuniści powoływali się na osiągnięcia stalinowskiej dyktatury proletariatu, reakcyjna prawica zwracała uwagę na umiejętności włoskiego faszyzmu i hitlerowskich Niemiec radzenia sobie z kryzysem i bezrobociem. Odpowiedzią na przeprowadzoną 6 lutego 1934 nieudaną próbę faszystowskiego puczu w Paryżu były robotnicze kontrmanifestacje w Paryżu 9 lutego i na prowincji, a następnie zorganizowane przez komunistów i socjalistów 12 lutego strajki polityczne.
W sytuacji przedłużającego się kryzysu i pogarszającej się sytuacji międzynarodowej, do czego w znacznym stopniu przyczyniały się rosnące w siłę i coraz bardziej agresywne Niemcy, doszło do porozumienia między socjalistami i komunistami. W lipcu 1934 r. partia socjalistyczna i komunistyczna podpisały pakt o współdziałaniu, a 1935 powstał lewicowy Front Ludowy z udziałem komunistów, socjalistów i radykałów. Po zwycięstwie wyborczym w 1936 r. powołano rząd frontu ludowego premiera Leona Bluma, który przeprowadził reformy socjalne (m.in. 40-godzinny tydzień pracy, płatne urlopy, układy zbiorowe). Natomiast na wyzwanie, jakim dla ówczesnej Europy stała się hiszpańska wojna domowa, odpowiedział polityką nieinterwencji, co m.in. przyczyniło się do rozpadu Frontu Ludowego i stopniowej utraty poparcia dla rządu, zastąpionego w 1938 r. przez rząd radykałów premiera Eduarda Daladiera.
Stanowisko rządu Rząd Eduarda Daladiera w sprawach międzynarodowych, którego symbolem w opinii międzynarodowej było podpisanie w 1938 r. układu monachijskiego, wynikało z generalnych założeń francuskiej polityki zagranicznej lat 30. Dla zapewnienia swego bezpieczeństwa Francja dążyła do łagodzenia napięć w Europie przez politykę ugody i ustępstw wobec Niemiec. W 1932 r. zrezygnowano z reparacji, trzy lata później Francja wyraziła zgodę na niemieckie równouprawnienie w sferze zbrojeń 1935 i w 1936 na remilitaryzację Nadrenii. 2 maja 1935 Francja podpisała porozumienie z ZSRR po nieudanych próbach utworzenia paktu wschodniego układ o wzajemnej pomocy z ZSRR. W latach 1936–1938 Francja prowadziła politykę neutralności i nieinterwencji wobec wojny domowej w Hiszpanii, oraz wyraziła zgodę na Anschluss Austrii 12 marca 1938, układ w Monachium we wrześniu 1938. Ostatnimi aktami francuskiej polityki nieinterwencji była akceptacja zaboru Sudetów i od 15 marca 1939 okupacja sprzymierzonej z Francją Czechosłowacji. Próba porozumienia się Francji i Wielkiej Brytanii z ZSRR latem 1939 r., w celu przeciwstawienia się Niemcom, zakończyła się niepowodzeniem, ponieważ osiągnięte jednocześnie uzgodnienia między Berlinem i Moskwą, zwieńczone paktem Ribbentrop-Mołotow 23 sierpnia 1939, przesądziły już o wybuchu II wojny światowej.

### II wojna światowa

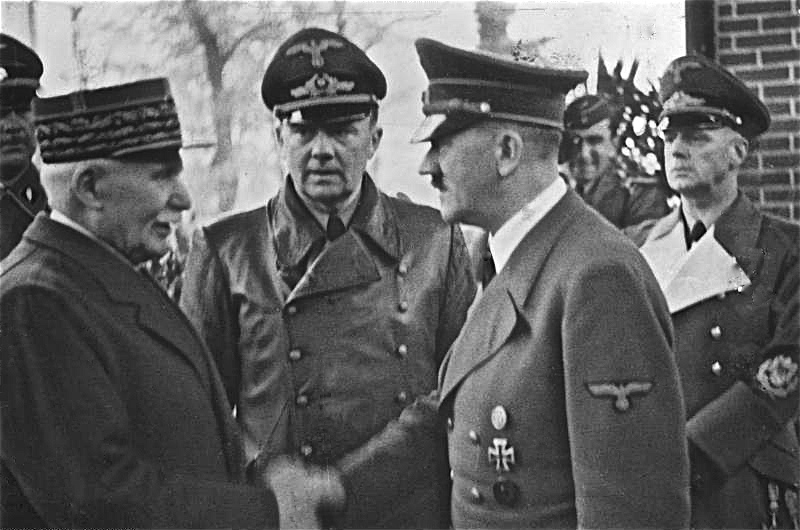
Philippe Pétain i Adolf Hitler. Spotkanie w Montoire, 21 października 1940

Po napaści na Polskę, 3 września 1939 Francja wypowiedziała Niemcom wojnę, jednak armia francuska ograniczyła się do krótkiej ofensywy w zagłębiu Saary, po czym nastąpił okres tzw. drole de guerre – dziwnej wojny. 10 maja 1940 wojska niemieckie rozpoczęły inwazję na Francję i 20 maja dotarły nad cieśninę La Manche. 14 czerwca Niemcy wkroczyli do Paryża. W obliczu klęski 16 czerwca rząd Paula Reynauda podał się do dymisji. Kolejny francuski rząd z marszałkiem Philippe’em Petainem na czele zwrócił się 17 czerwca do Niemiec o zawieszenie broni i 22 czerwca podpisano rozejm w Compiègne, na mocy którego Francja została podzielona na 2 strefy: północną okupowaną z Paryżem oraz wolną z władzami francuskimi rezydującymi w Vichy. 10 lipca 1940 Senat i Izba Deputowanych przyjęły ustawę konstytucyjną państwa francuskiego zwanego L’Etat Francais, na którego czele stanął Pétain z pełnią uprawnień wykonawczych i powołał kolaboracyjny rząd Pierre’a Lavala.
Walkę z Niemcami kontynuowała Wolna Francja, od 1942 r. znana jako Francja Walcząca. Nieliczne początkowo środowiska polityczne i wojskowe, które nie podporządkowały się decyzji o zaprzestaniu walk z Niemcami, skupiły się wokół Charles’a de Gaulle’a, po jego apelu londyńskim z 18 czerwca 1940. Opozycja, kierowana od 1940 r. przez Komitet Wolnej Francji, następnie 1941–1943 Francuski Komitet Narodowy, które od 1941 r. były uznawane przez Wielką Brytanię za reprezentację Francji, uczestniczącej w antyhitlerowskiej koalicji. Wolna Francja organizowała ruch oporu w kraju oraz udział Francuzów w działaniach wojennych w metropolii i francuskich terytoriach zamorskich, a także na różnych frontach II wojny światowej.
W latach 1941–1944 we Francji działało wiele organizacji ruchu oporu, związanych z różnymi ugrupowaniami politycznymi, i ich oddziały partyzanckie (maquis); w 1941 r. z udziałem lewicy komunistycznej utworzono jedną z największych Front Narodowy, z oddziałami zbrojnymi pod nazwą Wolni Strzelcy i Partyzanci Francuscy (FTPF). Od 1943 r. walkę z okupantem koordynowała Krajowa Rada Ruchu Oporu (CNR), z udziałem przedstawicieli wszystkich orientacji politycznych ruchu oporu. We francuskim ruchu oporu uczestniczyło wielu Polaków.
Po opanowaniu francuskiej Afryki Północnej przez desant brytyjsko-amerykański (8 listopada 1942) Niemcy zajęli dotychczasową strefę wolną, okupując całą Francję. Na początku 1943 r. de Gaulle przeniósł się z Londynu do Algieru, gdzie 3 czerwca 1943 został utworzony Francuski Komitet Wyzwolenia Narodowego (CFLN), centralny organ władzy politycznej kierujący walką Francji Walczącej pod przewodnictwem de Gaulle’a do października 1943 dowodził wspólnie z generałem Henrim Giraudem. W lutym 1944 z inicjatywy Francuskiego Komitetu Wyzwolenia Narodowego z krajowych oddziałów partyzanckich utworzono Francuskie Krajowe Siły Zbrojne (FFI), które zgodnie z planem uzgodnionym z dowództwem alianckim uczestniczyły w akcjach dywersyjnych poprzedzających lądowanie w Normandii. Regularne oddziały francuskie wspólnie z wojskami brytyjsko-amerykańskimi walczyły w Afryce Północnej, we Włoszech oraz brały udział w alianckich operacjach inwazyjnych we Francji (VI i VIII 1944). Desant aliantów w północnej Francji 6 czerwca 1944 zapoczątkował wyzwalanie Francji. Powstanie w Paryżu wybuchło 19 sierpnia i 25 sierpnia 1944 zakończyło się oswobodzeniem stolicy.

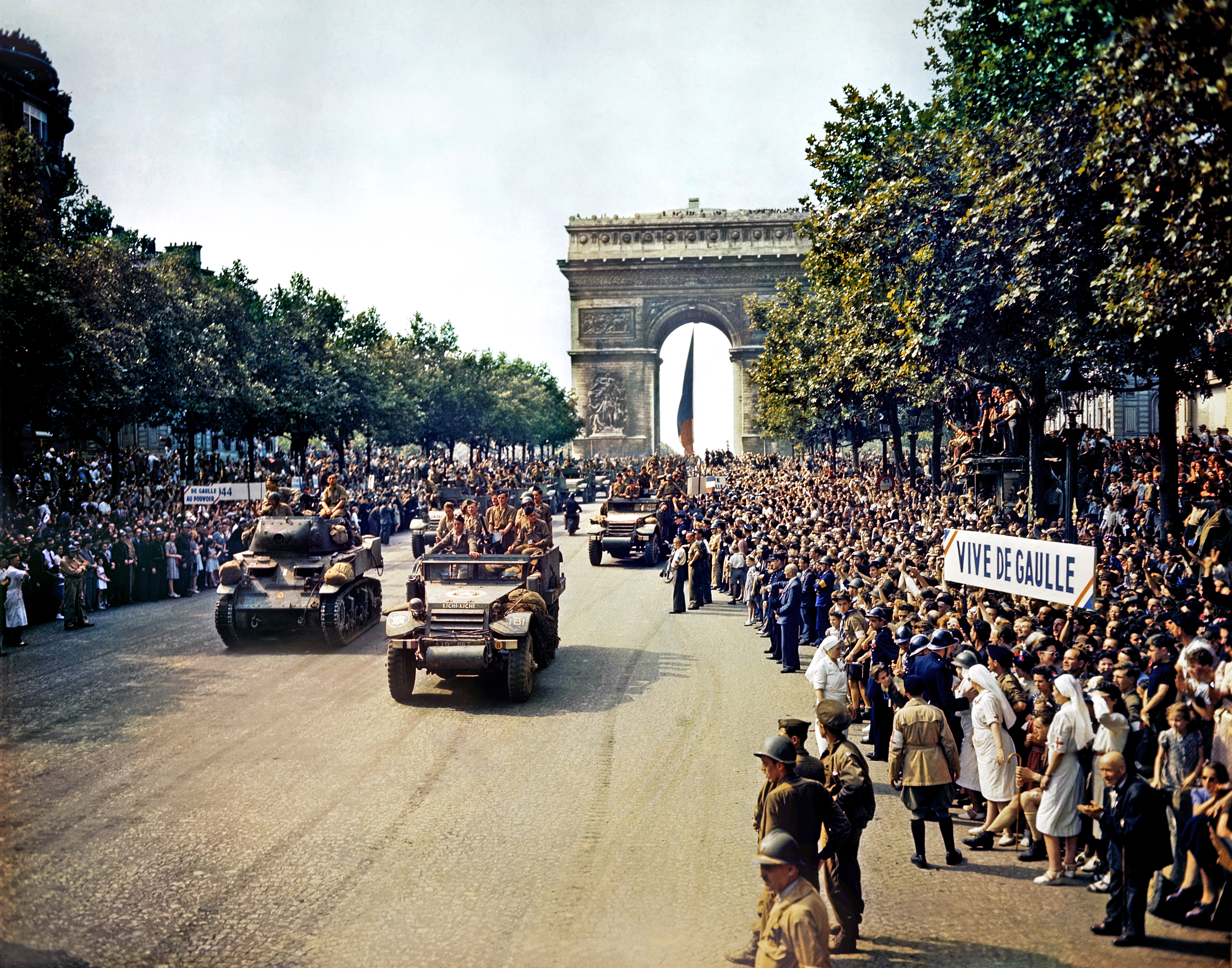
Defilada sił Wolnej Francji po wyzwoleniu Paryża, 26 sierpnia 1944

W maju 1944 Francuski Komitet Wyzwolenia Narodowego przekształcił się w Rząd Tymczasowy Republiki Francuskiej, z de Gaulle’em na czele, który 23 października 1944 został uznany formalnie przez rządy Stanów Zjednoczonych, Wielkiej Brytanii i ZSRR. 10 grudnia 1944 de Gaulle zawarł w Moskwie układ o sojuszu francusko-sowieckim, w imieniu Francji podpisał Georges Bidault. Opowiadający się za silną władzą wykonawczą, w przeciwieństwie do Zgromadzenia Konstytucyjnego, de Gaulle ustąpił 26 stycznia 1946 ze stanowiska. Uchwalona w referendum w październiku 1946 konstytucja zapoczątkowała okres IV Republiki Francuskiej, ze słabą prezydenturą i systemem parlamentarnym, nawiązującym do tradycji III Republiki Francuskiej. Francja wraz z departamentami i terytoriami zamorskimi oraz tzw. państwami stowarzyszonymi przyjęła nazwę Unii Francuskiej.
W rezultacie wojny zmienił się wewnętrzny układ sił politycznych i społecznych we Francji. Partie prawicy, skompromitowane w czasie okupacji, rozpadły się; radykałowie, którzy nie przejawiali większej aktywności w czasie wojny, stracili znaczną część wpływów, podobnie partia socjalistyczna. Liczącą pozycję zdobyła nowa partia chrześcijańsko-demokratyczna Ludowy Ruch Republikański (MRP), szybko zaczęły zyskiwać znaczenie ugrupowania gaullistowskie (gaulliści). Dzięki udziałowi w ruchu oporu znacznie rozszerzyła swe wpływy FPK, w latach 1945–1947 wchodząca w skład koalicji rządowych z chadekami i socjalistami (przeprowadzono wówczas nacjonalizację niektórych gałęzi przemysłu oraz wielkich banków, wprowadzono ubezpieczenia społeczne). Osłabiona gospodarczo i finansowo Francja potrzebowała pomocy w odbudowie kraju, którą po usunięciu w 1947 r. komunistów z rządu dostała dzięki udziałowi w planie Marshalla. Aktywnie również włączyła się w proces tworzenia struktur zachodnioeuropejskich współpracy wojskowej, politycznej i gospodarczej; w 1949 r. weszła w skład NATO i Rady Europy, w 1951 r. Europejskiej Wspólnoty Węgla i Stali i w 1957 Euroatomu i EWG; była rzeczniczką uczestnictwa Niemiec Zachodnich w politycznej, gospodarczej i wojskowej integracji Europy Zachodniej, w 1954 r. ratyfikowała układy paryskie, które wraz z uzyskaniem suwerenności umożliwiły RFN członkostwo w NATO (1955) i remilitaryzację (co spowodowało anulowanie przez ZSRR układu francusko-sowieckiego z 1944).

### Po 1945 roku
Wkrótce po zakończeniu II wojny światowej zaczął się rozpad francuskiego systemu kolonialnego, z czym Francja nie chciała się pogodzić i co uwikłało ją w wieloletnie wojny kolonialne. W latach 1946–1954 toczyła się wojna w Indochinach, zakończona, zgodnie z postanowieniami konferencji genewskiej (1954), wycofaniem się Francji z Wietnamu; w 1956 przyznano niepodległość Maroku i Tunezji. W tym samym roku Francja i Wielka Brytania dokonały nieudanej agresji zbrojnej przeciwko Egiptowi. Od 1954 r. trwała krwawa wojna w Algierii. 1 listopada 1954 wybuchło antyfrancuskie powstanie zbrojne. Wojny w Indochinach i Algierii, popierane przez skrajną prawicę oraz znaczną część korpusu oficerskiego, podzieliły społeczeństwo francuskie, doprowadziły do rozkładu partii politycznych i wielokrotnych kryzysów rządowych, powodując załamanie się autorytetu państwa.
W tej sytuacji o losach IV Republiki przesądziło przejęcie 13 maja 1958 władzy przez gen. de Gaulle’a; 29 maja sformował on własny gabinet, obejmując funkcję premiera. 1 czerwca 1958 Zgromadzenie Narodowe zatwierdziło nowy rząd, którego zapleczem politycznym stała się gaullistowska Unia na Rzecz Nowej Republiki. W sierpniu opracowano nową konstytucję, przyjętą 28 września w referendum. Konstytucja z 1958 r. dała początek V Republice Francuskiej z silną prezydenturą i zwiększonymi uprawnieniami głowy państwa, m.in. w dziedzinie obronności i polityki zagranicznej, przy równoczesnym ograniczeniu roli parlamentu. 21 grudnia de Gaulle został wybrany na prezydenta. W 1965 r. został wybrany ponownie w pierwszych we Francji powszechnych wyborach prezydenckich.
Swą polityką wewnętrzną doprowadził do gospodarczej stabilizacji Francji, umocnienia waluty (1958 – denominacja franka), modernizacji i rozwoju rodzimego przemysłu; jego działania napotykały jednak silny opór sił lewicowych, był zwalczany przez komunistów, socjalistów i radykałów. Polityka zagraniczna de Gaulle’a miała na celu przywrócenie Francji liczącej się pozycji na arenie międzynarodowej. W pierwszej kolejności uregulowano sprawy dotyczące francuskich kolonii i terytoriów zamorskich, będące źródłem największych konfliktów. W latach 1958–1960 przyznano niepodległość większości kolonii, a 1962 mimo silnego oporu, prób wojsk. zamachów stanu 1960 i 1961 oraz terrorystycznej działalności OAS zakończono wojnę algierską układami w Evian-les-Bains. W 1963 tzw. układ elizejski między Francją a RFN doprowadził do normalizacji stosunków francusko-niemieckich i zapoczątkował ich bliską współpracę. Przeciwstawiając się dominacji Stanów Zjednoczonych w zachodniej Europie, Francja podjęła prace nad własną bronią termojądrową. W 1966 r. wycofała się ze struktur wojskowych NATO, a główną kwaterę NATO przeniesiono z Paryża do Brukseli. Zachowała jednak członkostwo w Sojuszu. Wpływy brytyjskie starała się ograniczać przez utrudnianie przyjęcia Wielkiej Brytanii do Europejskiej Wspólnoty Gospodarczej. De Gaulle niechętny nadmiernej integracji europejskiej, a zwłaszcza tworzeniu struktur ponadpaństwowych, wystąpił w 1965 r. z własną, alternatywną koncepcją jedności Europy – federacji suwerennych państw od Oceanu Atlantyckiego po Ural, którą nazwał „Europą Ojczyzn”; jednocześnie zapoczątkował politykę zbliżenia z krajami Europy Wschodniej, m.in. w 1966 r. składając wizytę w ZSRR i w 1967 w Polsce. W 1959 r. wypowiedział się za uznaniem polsko-niemieckiej granicy na Odrze i Nysie Łużyckiej.
Trudności gospodarcze i napięcia wewnętrzne w 1968 r. w postaci rewolty majowej, zamieszek w Paryżu, strajków pracowniczych osłabiły pozycję de Gaulle’a. Jego koncepcja udziału pracowników w zyskach i w podejmowaniu decyzji nie uzyskała szerszego poparcia. 28 kwietnia 1969, po przegranym referendum w sprawie reformy administracji terytorialnej i senatu, ustąpił z prezydentury. W latach 1969–1981 rządy gaullistów i bloku liberalno-prawicowego Georges Pompidou (1969–1974), Valéry Giscard d’Estaing (1974–1981) przebiegały w sytuacji narastających trudności gospodarczych, pogłębionych kryzysem paliwowym lat 70. W wyborach prezydenckich i parlamentarnych w 1981 zwycięstwo odniósł sojusz wyborczy lewicy składający się w socjalistów, komunistów i lewicowych radykałów. Prezydentem został François Mitterrand, który ponownie został wybrany w 1988 roku. Program gabinetu socjalistycznego, którego pierwotny, radykalny program gospodarczo-społeczny został w 1983 r. znacznie ograniczony, okazał się zbyt dużym obciążeniem dla francuskiej gospodarki. Po zwycięstwach wyborczych w 1986 i 1993 r. koalicji prawicowej Zgromadzenie na rzecz Republiki – RPR, i Unia na rzecz Demokracji Francuskiej UDF), 1986–1988 i 1993–1997 i od 2002 rządy centroprawicowe; 1988–1993 i 1997–2002 rządy socjalistyczne (od 1997 z udziałem komunistów) z liberalnym programem gospodarczym. 1993–1995 (prezydent Mitterrand) i 1997–2002 (prezydent J. Chirac wybrany w 1995), reelekcja 2002 system polityczny zwany cohabitation współrządzący szef państwa i gabinet o odmiennych orientacjach politycznych.
W polityce zagranicznej na przełomie lat 80. i 90. Francja popierała dalszą integrację w ramach Wspólnot Europejskich; 1992 w referendum Francuzi opowiedzieli się niewielką większością głosów za realizacją Traktatu o UE z Maastricht 1993 Francja należała do grona członków założycieli UE; jej przystąpienie do Unii Gospodarczej i Walutowej (1999) doprowadziło do rozłamu w ruchu gaullistowskim przeciwnicy zbyt daleko posuniętej integracji europejskiej utworzyli nową partię – Ruch na rzecz Francji. Francuskie oddziały wojsk. uczestniczyły 1991 w wojnie w Zatoce Perskiej, a później w operacjach NATO na Bałkanach; brały także udział w misjach pokojowych ONZ, m.in. na terenie byłej Jugosławii. Podczas kryzysu irackiego 2002–2003 Francja była jednym z głównych przeciwników interwencji zbrojnej w Iraku. W 2002 roku odbyły się wybory prezydenckie, w których głównym przeciwnikiem Chiraca okazał się Jean-Marie Le Pen. Skutkiem przejścia kandydata narodowej prawicy do drugiej tury było wyraźne zwycięstwo urzędującego prezydenta i wybór na drugą kadencję. W 2007 roku w wyborach prezydenckich zwyciężył ówczesny minister spraw wewnętrznych Nicolas Sarkozy. Kolejne lata to wygrane lewicy. Najpierw w wyborach parlamentarnych zwyciężyła Partia Socjalistyczna, a następnie wybory prezydenckie wygrał socjalista François Hollande. Wybory prezydenckie w 2017 wygrał Emmanuel Macron zaś wybory parlamentarne w tym samym roku wygrała jego partia La République en marche.

### Dynastie królów francuskich
- Merowingowie (481–753) – od powstania Królestwa Franków;
- Karolingowie (753–987) – tylko linia francuska;
- Kapetyngowie (987–1328) – 14 królów panujących;
- Walezjusze (1328–1589) – 12 królów panujących;
- Burbonowie (1589–1848), z przerwą na Rewolucję Francuską i rządy Napoleona I (1792–1814), łącznie z Ludwikiem Filipem I Orleańskim i II Republiką (1830–1848).

### Wydarzenia i postaci w historii Francji
- Bitwa pod Alezją (52 p.n.e.)
- Najazdy wikingów, Saracenów i Węgrów (VIII-X w.)
- Początki Francji (V–IX w.)
- Wojna stuletnia (1337–1453)
- Noc św. Bartłomieja (1572)
- Wojna trzydziestoletnia (1618–1648)
- Absolutyzm Ludwika XIV (1643–1715)
- Rewolucja francuska (1789–1799)
- Ludwik XVI (1754–1793)
- Napoleon I Bonaparte (1769–1815)
- Wojny napoleońskie (1800–1815)
- Rewolucja lipcowa (1830) i Powstanie tkaczy (1831)
- Monarchia lipcowa (1830–1848)
- Rewolucja lutowa (1848)
- Napoleon III Bonaparte (1848–1870)
- Komuna Paryska (1871)
- III Republika – do I wojny światowej (1870–1914)
- I wojna światowa (1914–1918)
- III Republika – po I wojnie światowej (1918–1940)
- Rząd Vichy 1940–1944
- Ruch oporu (1940–1945)
- IV Republika (1946–1958)
- V Republika (od 1958)
- Bitwa o Bir Hakeim (1942)
- Udział w Kryzysie sueskim (1956)
- Maj 1968 (1968)